# دماوند
دَماوَند کوهی در شمال ایران و استان مازندران است که بلندترین کوه ایران و غرب آسیا، بلندترین آتشفشان آسیا و خاورمیانه است و سومین آتشفشان مرتفع در نیمکره شرقی (پس از کوه کلیمانجارو و کوه البروس) است. کوه دماوند دوازدهمین قله برجسته جهان و بخشی از چالش کوهنوردی هفت کوه آتشفشانی است. دماوند در پارهٔ مرکزی رشته کوه البرز در جنوب دریای مازندران جای دارد.

نمایی مشترک از قله دماوند و میدان آزادی از تهران

این کوه، در بخش لاریجان در شهرستان آمل در استان مازندران قرار دارد. دماوند به هنگام صاف و آفتابی شدن هوا، از شهرهای تهران، ورامین، قم و همچنین کرانه‌های جنوبی دریای مازندران قابل رؤیت است. و در صورتی که هوا کاملاً پاک، صاف و بدون غبار باشد امکان مشاهده قله دماوند از بخش‌هایی از کشور ترکمنستان در نزدیکی دریای مازندران، سواحل کیاشهر در استان گیلان، کوهستان کرکس و ارتفاعات نطنز در استان اصفهان، کوهستان الوند در استان همدان و بخش‌هایی از جنوب شهرستان ابهر در استان زنجان نیز وجود دارد کوه دماوند در تاریخ سیزدهم تیر ماه سال ۱۳۸۷ به عنوان نخستین اثر طبیعی ایران در فهرست آثار ملّی ایران ثبت شد.
این کوه همچنین از سال ۱۳۸۱ به عنوان «اثر طبیعی ملّی» در شمار مناطق چهارگانهٔ ارزشمند از نظر حفاظت محیط زیست قرار گرفته است.

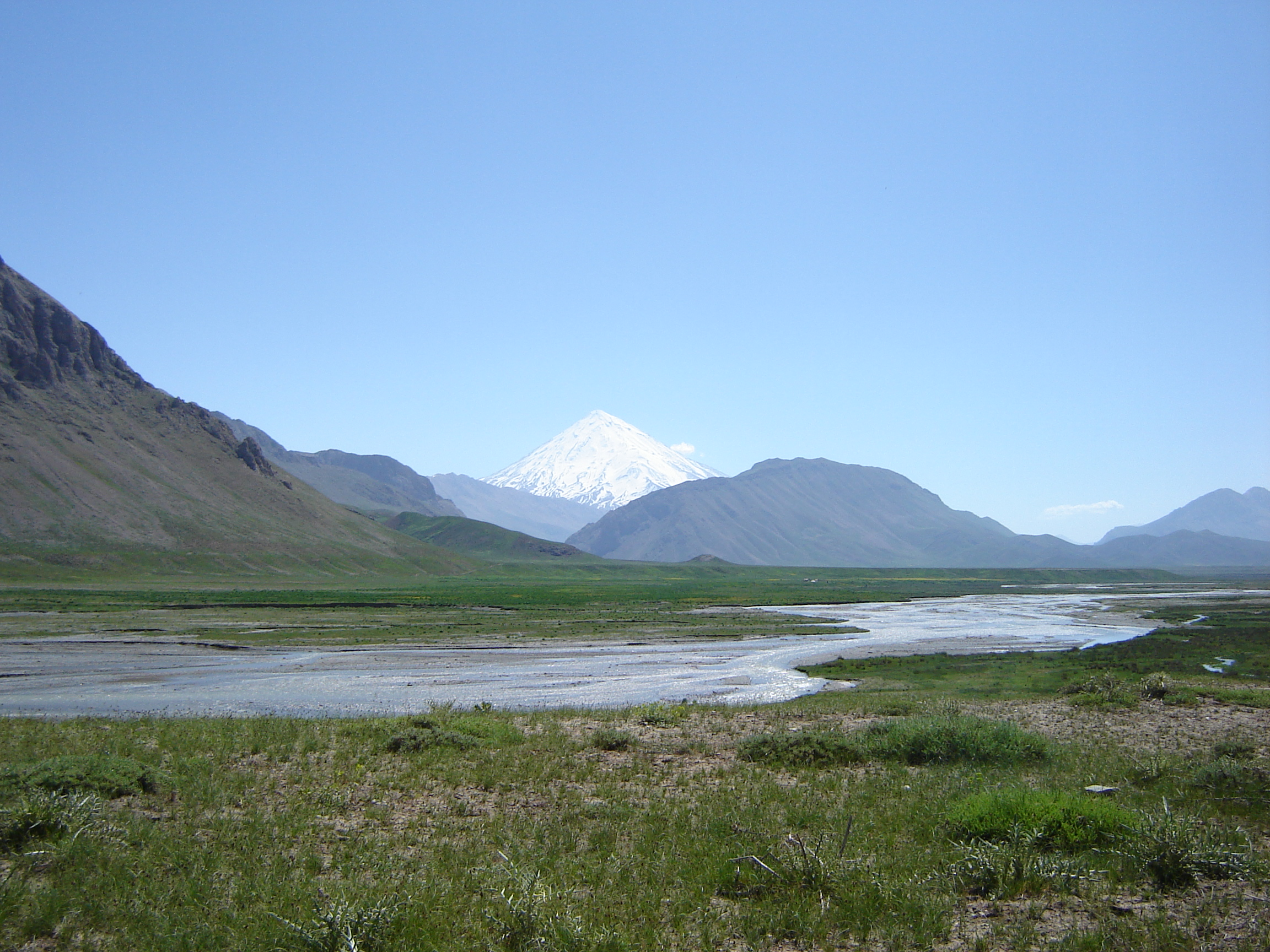
نمایی از قله دماوند از دشت لار

در اساطیر ایران نیز از دماوند یاد شده و شهرت آن بیش از هر چیز به این سبب است که ضحاک در آن به بند کشیده شده است. در آثار ادبی فارسی نیز فراوان به این اسطوره و به‌طور کلّی‌تر کوه دماوند اشاره شده است. در بندهش این چنین آمده: رود هرهز (هراز) در تپرستان (مازندران) است و از کوه دماوند سر چشمه می‌گیرد.

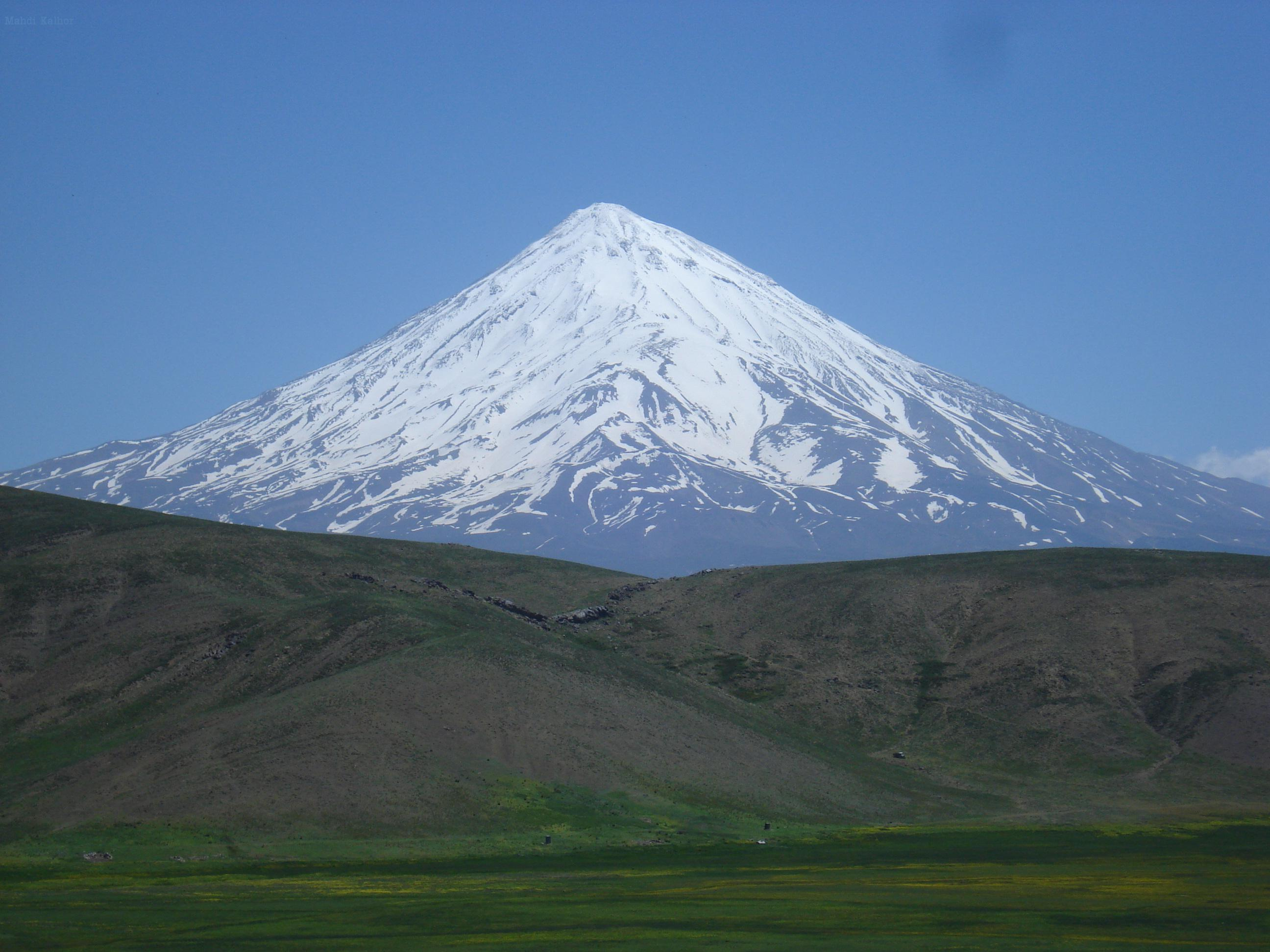
نمای قله دماوند از منطقه سیاپلاس دشت لار

## جغرافیا
فرازا و بلندی

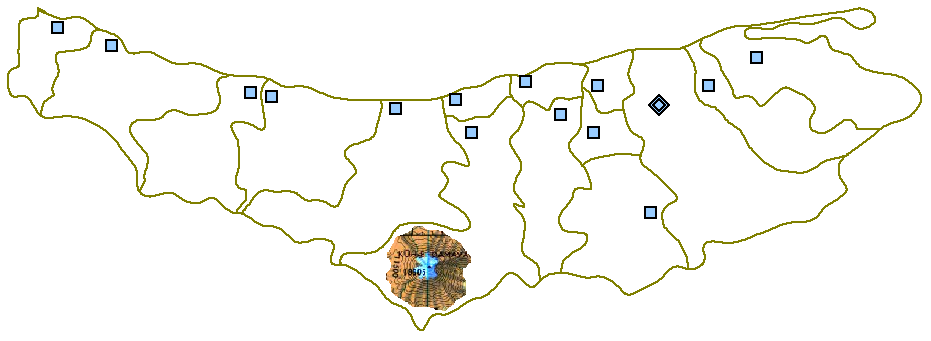
محل قرارگیری کوه دماوند بر روی نقشه استان مازندران.

سازمان نقشه‌برداری کشور در سال ۱۳۸۵ در جریان پروژه ای ده روزه و با روش‌های مختلف اقدام به اندازه‌گیری ارتفاع دقیق قله کرد و عدد ۵۶۰۹/۲۰ (پنج هزار و ششصد و نه متر و بیست سانتی‌متر) را برای قله به ثبت رساند و بعد از آن در تمامی منابع ارتفاع ۵۶۰۹/۲ یا به صورت گردشده، ۵۶۱۰ متر عنوان شد که در واقع عدد صحیح ارتفاع دماوند است.
در گذشته، اندازه‌های دیگری به‌عنوان ارتفاع کوه دماوند ذکر شده بود. در سال ۱۹۶۶ میلادی فردی به نام آلن باخ بر اساس تصاویر ماهواره‌ای ارتفاع قله را ۵٬۶۷۰ متر اندازه‌گیری کرد که بعدها یک متر به آن افزوده شد و عدد ۵٬۶۷۱ متر وارد کتاب‌های درسی و بسیاری از منابع شد و در ذهن بسیاری از ایرانیان نقش بست. این عدد همچنان بر روی بسیاری از یادبودهای قلّهٔ دماوند ذکر می‌شود. برخی منابع دیگر نیز، از جمله پایگاه ملّی داده‌های علوم زمین ایران و وبگاه رصدخانهٔ زمین ناسا، فرازای ۵٬۶۷۰ متر و ۵٬۶۷۱ متر را برای قلّهٔ این کوه ذکر کرده‌اند. اما افزایش دقت اندازه‌گیری و کالیبراسیون دقیق و بهتر دستگاه‌های اندازه‌گیری نشان می‌دهد ارتفاع ۵۶۷۱ متر نادرست است.
ارتفاع نسبی
ارتفاع نسبی دماوند، که با اندازه‌گیری ارتفاع قلّه نسبت به پست‌ترین درّهٔ بین این قله و نزدیکترین قلّهٔ مرتفع‌تر تعیین می‌شود، ۴٬۶۶۷ متر است که دماوند را در ردهٔ دوازدهم در میان بلندترین قلّه‌های دنیا از نظر ارتفاع نسبی قرار می‌دهد. در فهرست قلّه‌ها بر پایه ارتفاع نسبی، کوه ۵٬۶۱۰ متری دماوند پس از کوه‌های اورست، آکونکاگوا در آرژانتین، دنالی در آمریکا، کلیمانجارو در تانزانیا، وینسون در جنوبگان، البروس در روسیه و مون بلان در آلپ، دوازدهمین کوه برجسته و مستقل دنیاست و ارتفاع نسبی آن بالاتر از کوه‌های کی۲، نانگاپاربات، کانگچنجونگا و بسیاری از کوه‌های بلند دیگر است که نشان‌دهنده برجستگی توده آتشفشانی دماوند نسبت به زمین‌های اطراف خود است. دلیل اصلی دیده شدن کوه دماوند از فاصله‌های بسیار دور نیز همین ارتفاع نسبی بالای دماوند است.

فاصله از شهرهای نزدیک

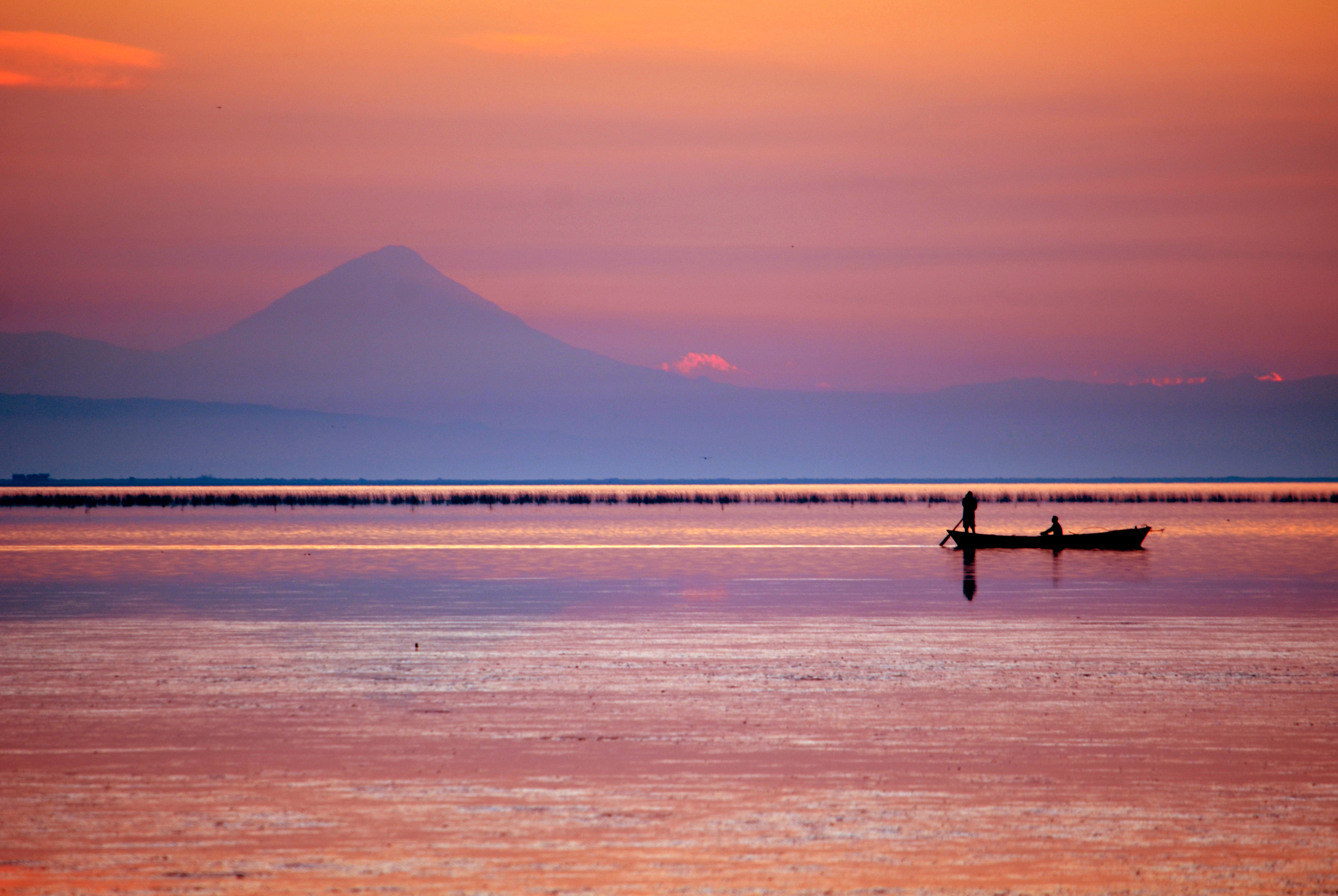
منظره ای از قله دماوند در بندر گز استان گلستان

شهرهای رینه و گزنک در دامنهٔ این قلّه قرار دارند، همچنین این قلّه در ۲۶ کیلومتری شمال غربی شهر دماوند، ۶۲ کیلومتری جنوب غرب آمل و ۶۹ کیلومتری شمال شرقی تهران واقع شده است.

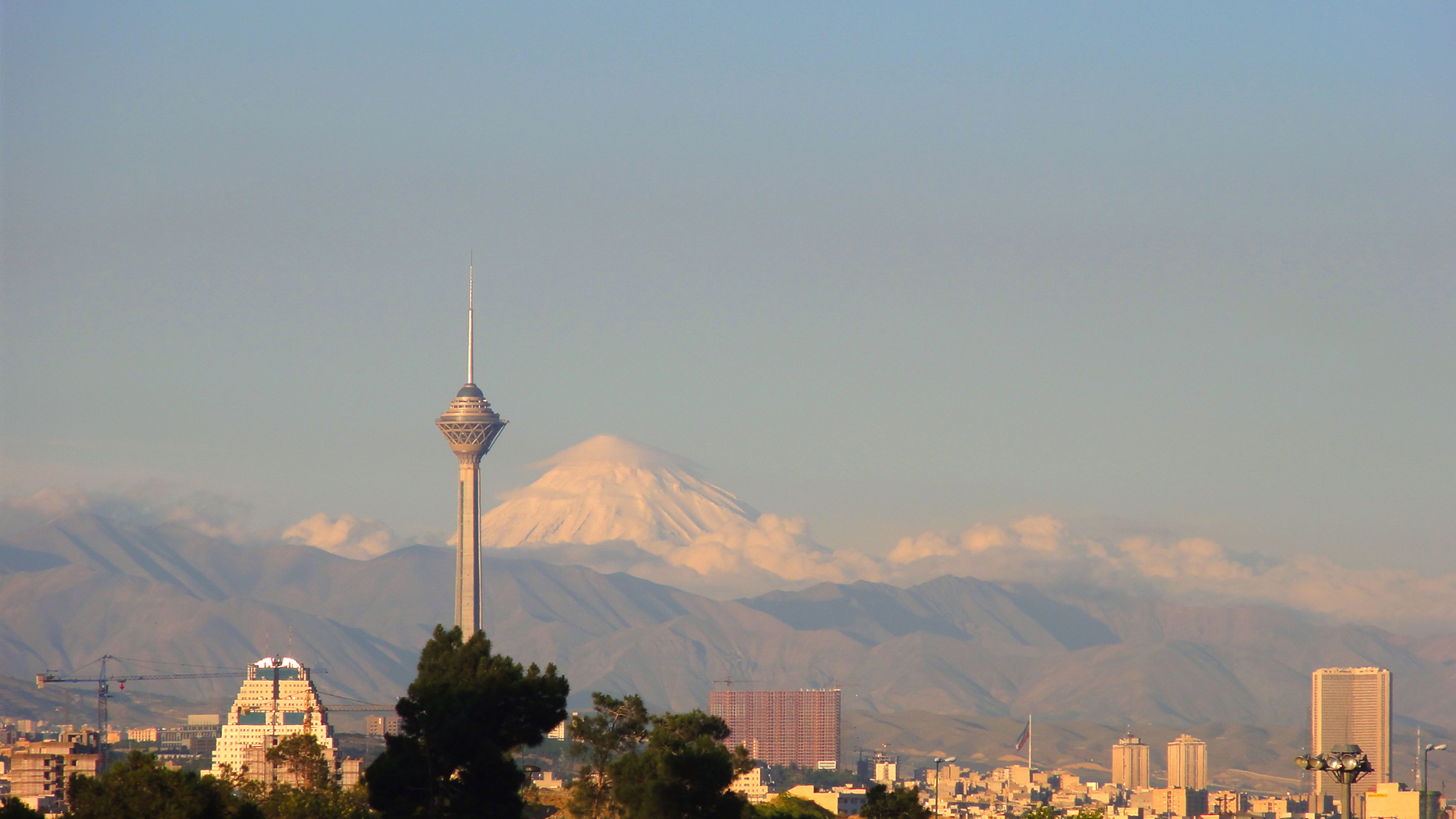
منظرهٔ قله دماوند از شهر تهران در نزدیکی بزرگراه تهران - کرج خرداد ماه ۱۳۹۲

رودخانه‌های پیرامون

تصویر هوایی شهر تهران و قله دماوند (ابرهای مربوط به سواحل دریای کاسپین در انتهای عکس مشخص هستند)

کوه دماوند از جانب شمال توسط رودخانهٔ تینه، از سمت جنوب و شرق توسط رودخانهٔ هراز و از سمت غرب نیز توسط رودخانهٔ لار محصور شده است.
رودخانهٔ لار و دیوآسیاب در غرب این کوه و رود پنج او (پنج آب) نیز در شرق آن جاری هستند.
کوهستان

منظره ای نادر از قله دماوند و دریاچه نمک حوض سلطان قم

قلّهٔ دماوند در مرکز رشته‌کوه البرز و در ناحیه موسوم به البرز مرکزی واقع شده است.
| 1 | علم‌کوه    |
| 2 | آزادکوه   |
| 3 | دماوند    |
| 4 | دوبرار    |
| 5 | دوخواهران |
| 6 | قلعه‌گردن  |
| 7 | گرگ       |
| 8 | خلنو      |
| 9 | مهرچال    |

| 10 | میشینه‌مرگ       |
| 11 | ناز             |
| 12 | شاه البرز       |
| 13 | سیالان          |
| 14 | توچال           |
| 15 | وروشت           |
| 16 | پهنه‌حصار        |
|    | D پیست دیزین    |
|    | E امامزاده هاشم |

|  | K تونل کندوان |
|  | * سد لتیان    |
|  | ** سد لار     |
|  | ‎-۲۵–۵۰۰ متر   |
|  | ‎۵۰۰–۱۵۰۰ متر  |
|  | ‎۱۵۰۰–۲۵۰۰ متر |
|  | ‎۲۵۰۰–۳۵۰۰ متر |
|  | ‎۳۵۰۰–۴۵۰۰ متر |
|  | ‎۴۵۰۰–۵۶۱۰ متر |

| 1 | علم‌کوه    |
| 2 | آزادکوه   |
| 3 | دماوند    |
| 4 | دوبرار    |
| 5 | دوخواهران |
| 6 | قلعه‌گردن  |
| 7 | گرگ       |
| 8 | خلنو      |
| 9 | مهرچال    |

| 10 | میشینه‌مرگ       |
| 11 | ناز             |
| 12 | شاه البرز       |
| 13 | سیالان          |
| 14 | توچال           |
| 15 | وروشت           |
| 16 | پهنه‌حصار        |
|    | D پیست دیزین    |
|    | E امامزاده هاشم |

|  | K تونل کندوان |
|  | * سد لتیان    |
|  | ** سد لار     |
|  | ‎-۲۵–۵۰۰ متر   |
|  | ‎۵۰۰–۱۵۰۰ متر  |
|  | ‎۱۵۰۰–۲۵۰۰ متر |
|  | ‎۲۵۰۰–۳۵۰۰ متر |
|  | ‎۳۵۰۰–۴۵۰۰ متر |
|  | ‎۴۵۰۰–۵۶۱۰ متر |

| 1 | الموت  |
| 2 | چالوس  |
| 3 | دوهزار |
| 4 | هراز   |

| 5 | جاجرود |
| 6 | کرج    |
| 7 | کجور   |
| 8 | لار    |

| 9  | نور    |
| 10 | سرداب  |
| 11 | سه‌هزار |
| 12 | شاه‌رود |

| 1 | الموت  |
| 2 | چالوس  |
| 3 | دوهزار |
| 4 | هراز   |

| 5 | جاجرود |
| 6 | کرج    |
| 7 | کجور   |
| 8 | لار    |

| 9  | نور    |
| 10 | سرداب  |
| 11 | سه‌هزار |
| 12 | شاه‌رود |

| 1 | آمل |

| 2 | چالوس |

| 3 | کرج |

| 1 | آمل |

| 2 | چالوس |

| 3 | کرج |

عکس‌های ماهواره‌ای
موقعیّت جغرافیایی کوه البرز در عکس‌های ماهواره‌ای ناسا از دماوند:

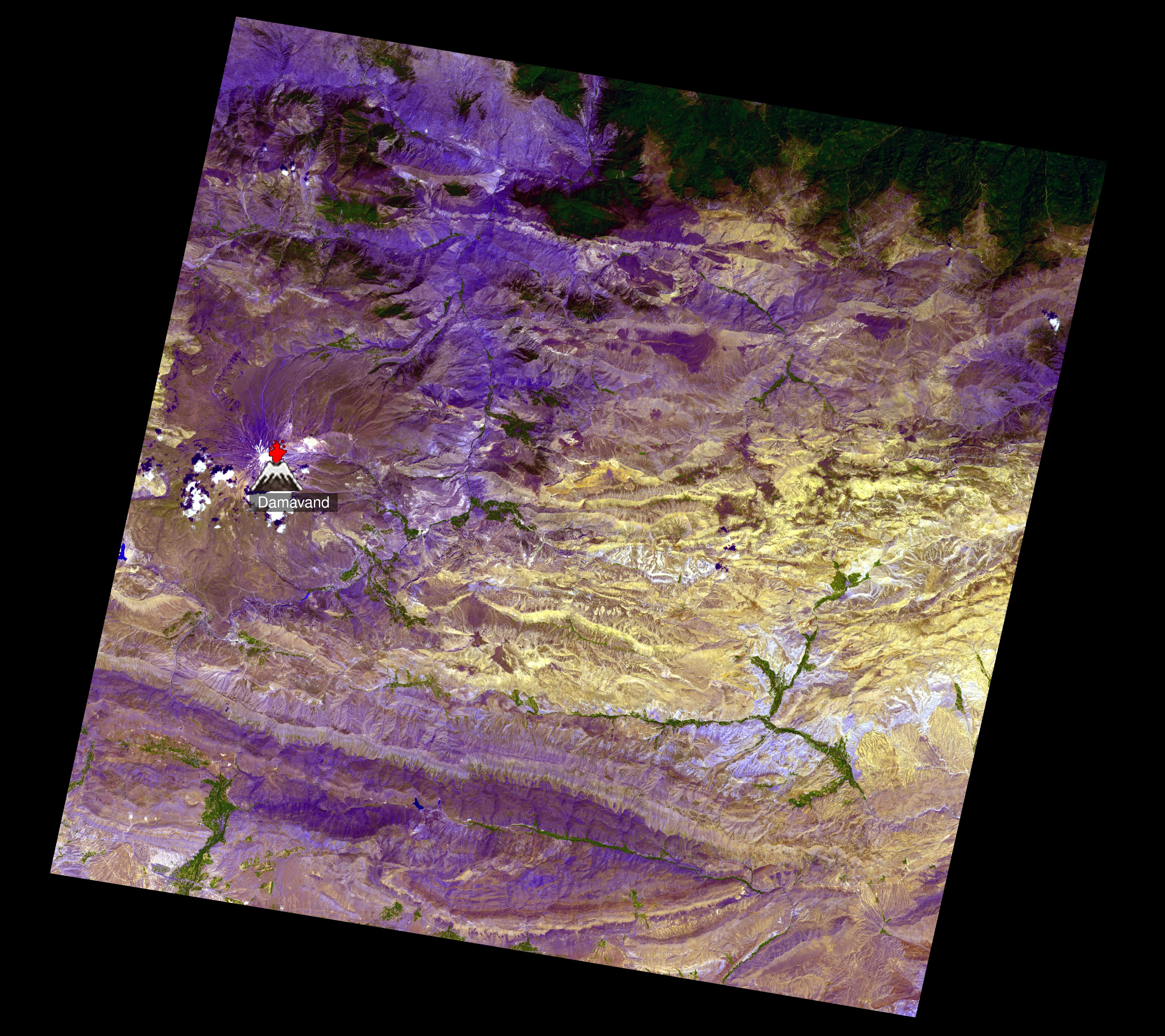
در تاریخ ۲۰۰۰/۰۷/۲۷
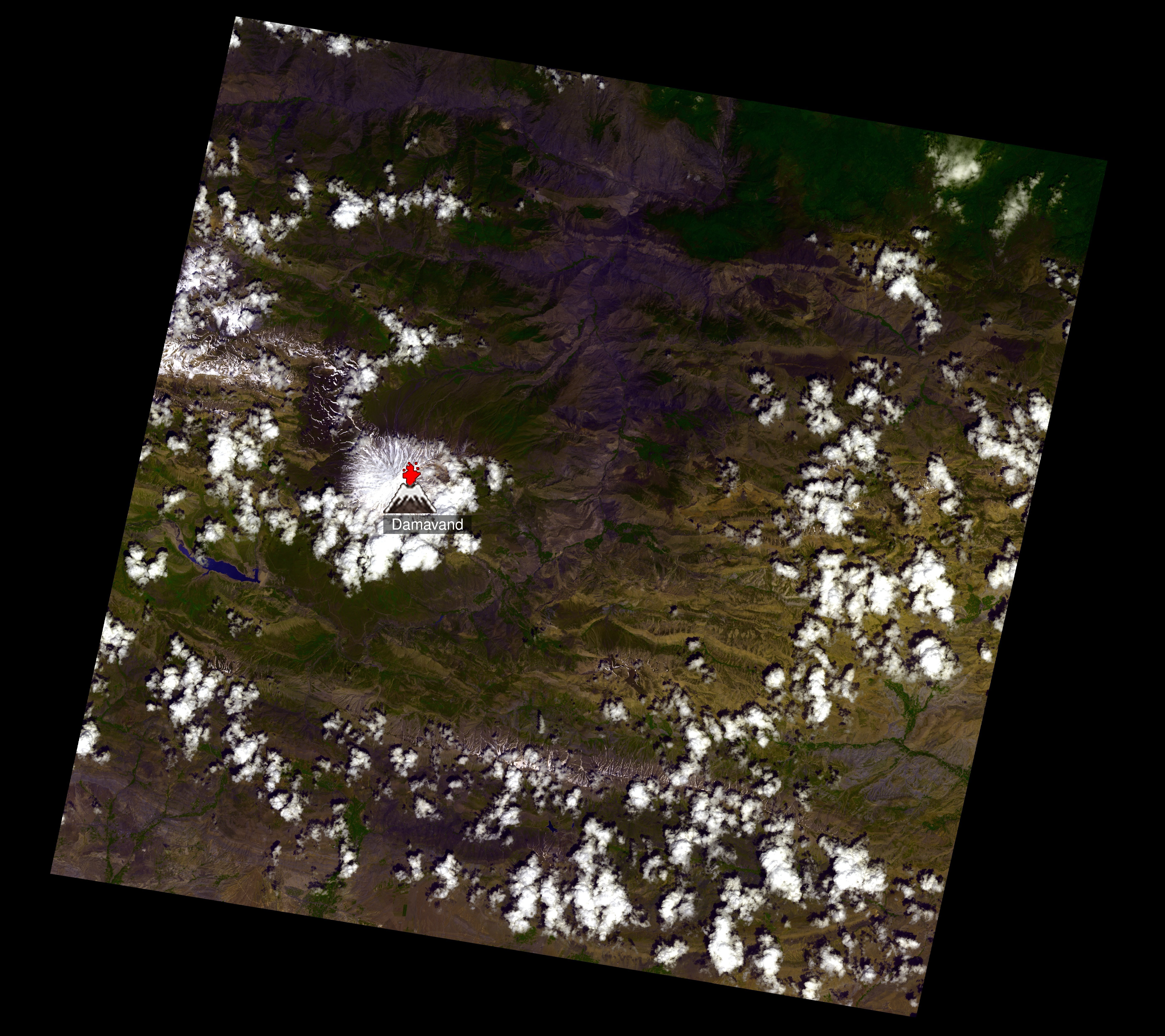
در تاریخ ۲۰۰۱/۰۵/۲۷
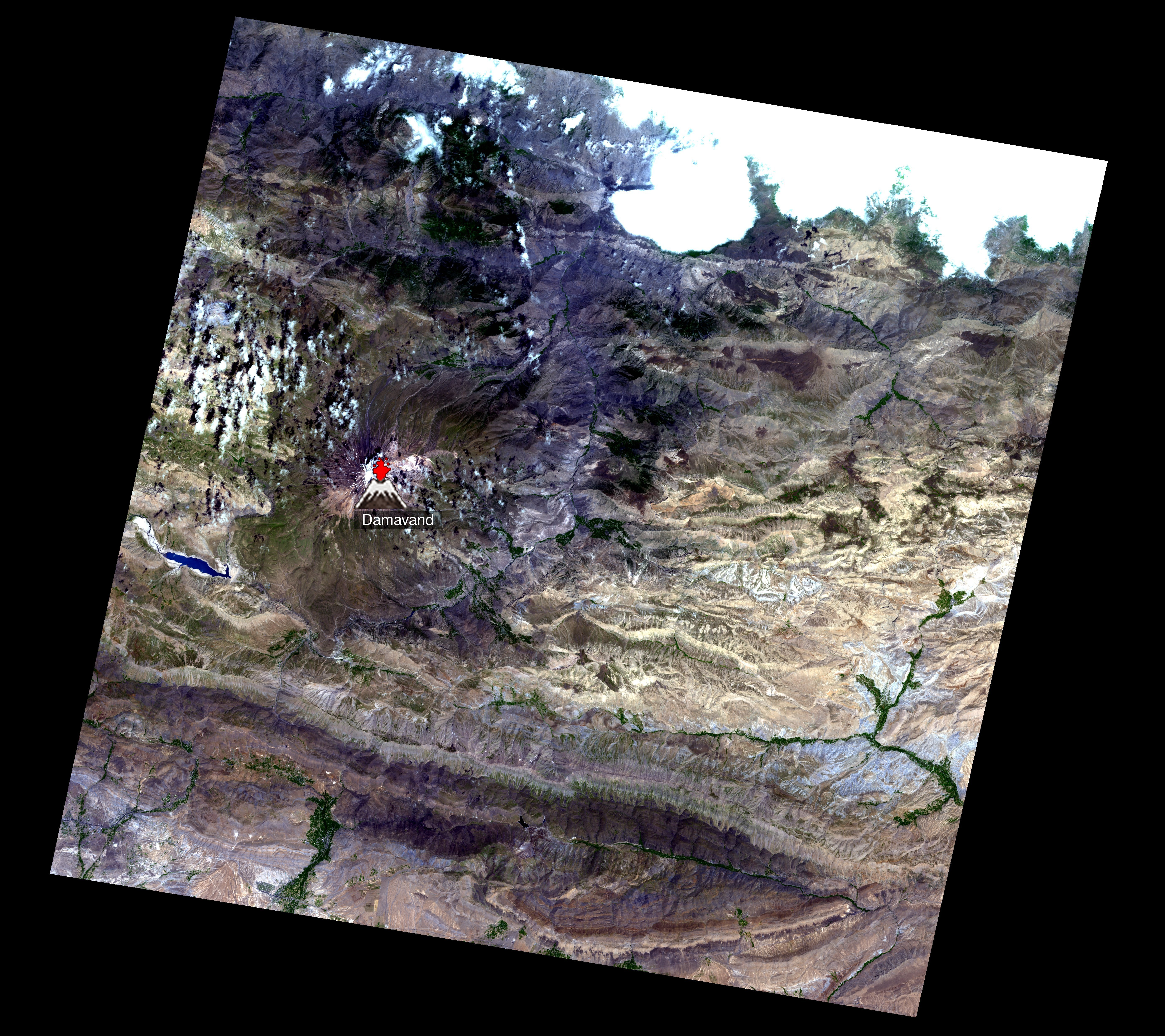
در تاریخ ۲۰۰۱/۰۷/۱۴
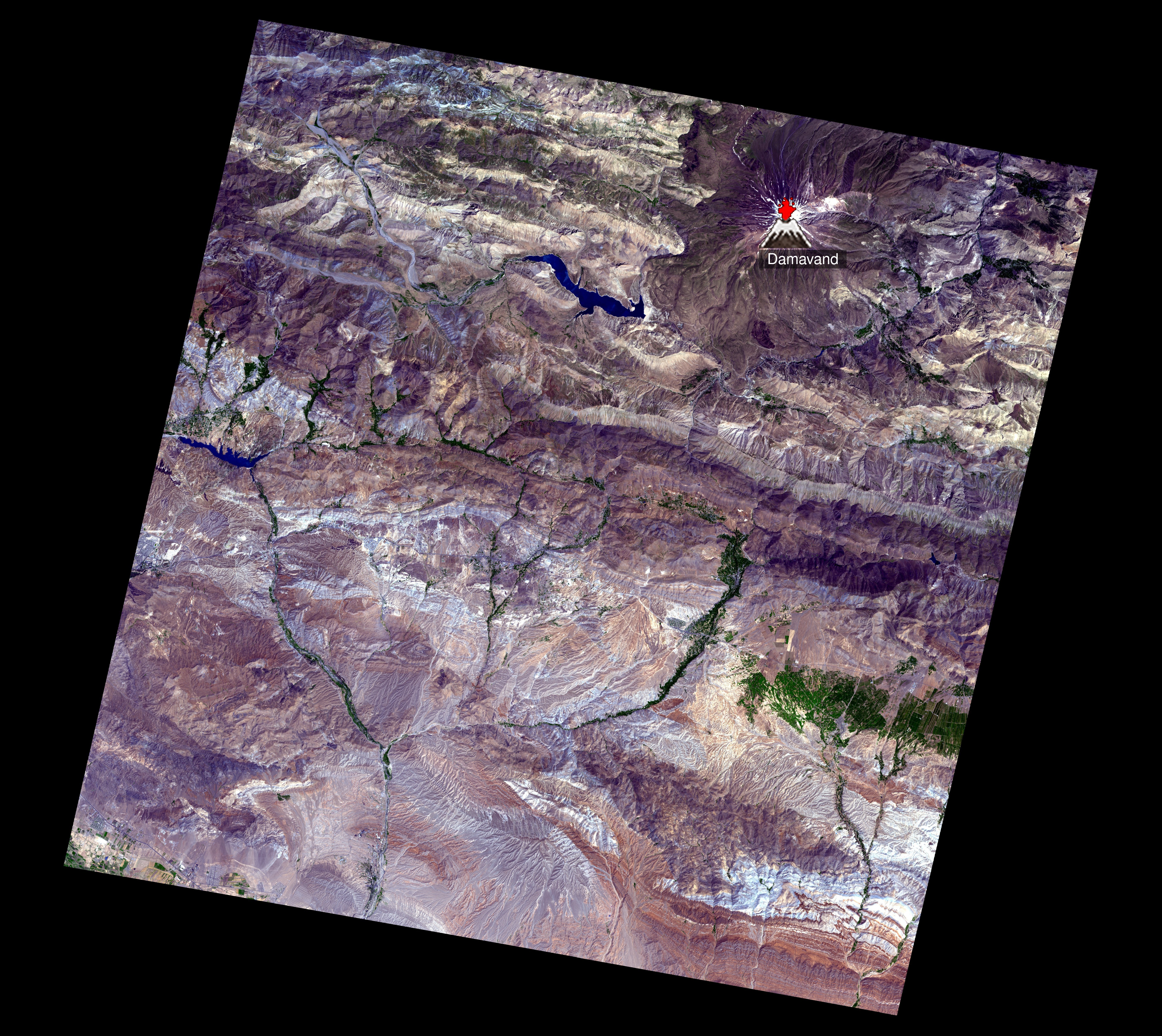
در تاریخ ۲۰۰۲/۰۸/۰۹

### آب و هوا

#### دما
کمینهٔ دمای هوا در ارتفاعات دماوند تا ۶۰ درجه زیر صفر (در زمستان) و تا یکی-دو درجه زیر صفر (در تابستان) پایین می‌آید.

#### باد
سرعت توفان در دماوند گاهی از ۱۵۰ کیلومتر در ساعت نیز می‌گذرد. سرعت باد در کوهپایه‌ها گاه به هفتاد کیلومتر در ساعت می‌رسد. بیشتر بادها از غرب و شمال غربی می‌وزند.

#### بارندگی
میانگین بارندگی در ارتفاعات دماوند ۱۴۰۰ میلی‌متر در سال است و بارش در ارتفاعات معمولاً به صورت برف است.

#### فشار هوا
فشار هوا در قلّهٔ دماوند نصف فشار هوا در سطح دریا است.

### یخچال‌ها
- یخچال سیوله (جبهه شمالی)
- یخچال دوبی سل (جبهه شمالی)
- یخچال عروسک‌ها (جبهه شمالی)
- یخچال دره یخار (شمال شرقی)
- یخچال خورتاب سر
- یخچال شمال غربی
- یخچال غربی

### آبشار

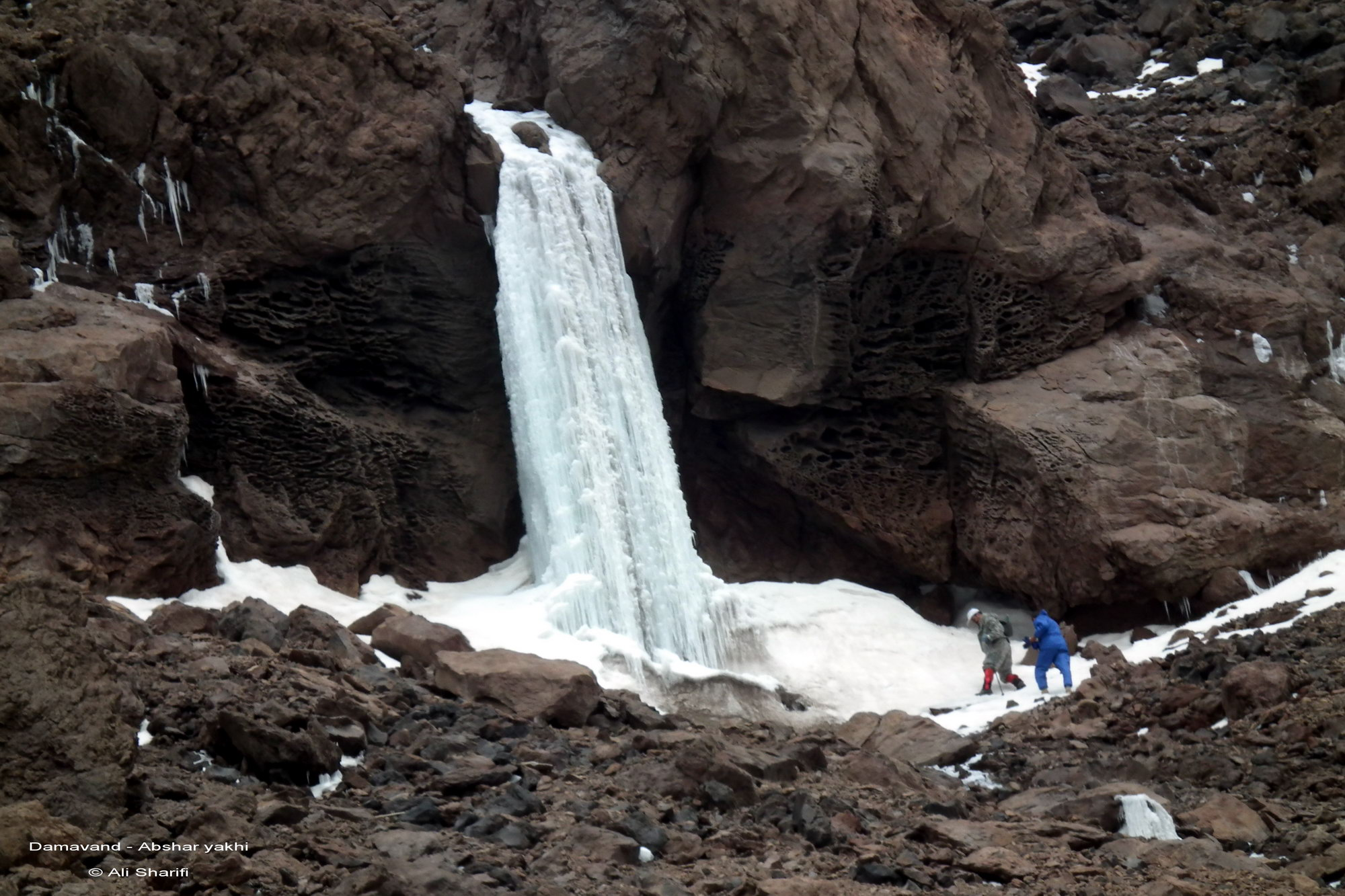
آبشار یخی دماوند

آبشار یخی در جبههٔ جنوبی کوه دماوند آبشاری یخ‌زده وجود دارد که در جهان منحصربه‌فرد است. بلندی این آبشار ۷ متر و قطر آن ۳ متر می‌باشد. یخ آن هیچ‌گاه ذوب نمی‌شود. در فصل تابستان، هر روز بر اثر تابش آفتاب در حدود ظهر و یک ساعت بعد از ظهر، دمای هوا به بالای صفر می‌رسد و به دنبال آن، آب بسیار کمی جاری می‌شود و در حدود ۴ بعد از ظهر، دمای هوا به زیر صفر می‌رسد و یخ ذوب شده دوباره منجمد می‌شود و به‌این ترتیب آبشاری یخی پدید می‌آید که همواره یخ زده است. در بالای این آبشار، گودالی وجود دارد که در تمام طول سال پوشیده از برف است. آبشار یخی کوه دماوند با قرار داشتن در ارتفاع ۵۱۰۰ متری، از نظر ارتفاع از سطح دریا مرتفع‌ترین آبشار در خاورمیانه می‌باشد.

### پوشش گیاهی
در ارتفاعات مختلف کوه دماوند، گیاهان فراوان و گوناگونی می‌رویند که برخی از آن‌ها فقط در ارتفاعات خاصی دیده می‌شود. گیاهان این منطقه که به اسم دماوند نامگذاری شده‌اند، عبارتند از: کلاه میرحسن دماوندی، کزل دماوندی، بومادران دماوندی، پیرگیاه دماوندی، ریش قوش دماوندی، فراموشم مکن دماوندی، زنگوله‌ای دماوندی، کتانی دماوندی و ماشک دماوندی. در ارتفاع ۳٬۲۰۰ تا ۳٬۵۰۰ متری، علف و بته‌های بلند و خاردار و به هم پیوسته وجود دارند. برخی از انواع بته‌های خاردار دماوند عبارتند از: کلاه میرحسن دماوندی، خارپشتی، گونه‌های هزارخار (مانند گون)، بته‌های بنفش‌رنگ اسپرس پشته‌ای و گچ دوست گل سنگی. از گونه‌های ورموت (افسنتین) نیز در دماوند وجود دارند که عبارتند از: درمنهٔ کوهی، درمنهٔ معطر، درمنهٔ کوهسری و گونهٔ فراوان درمنهٔ شرقی. برخی دیگر از گونه‌های گیاهای دماوند عبارتند از: کاج آلپ، اسپرس کوهی نیمه کروی، گون، یاسمن صخره‌ای، ازمکی کوهسری، پیربهار دنایی، شبدر شاه بلوطی، ترشک کوهسری، دغدغک البرزی، پلاخور بوته‌ای، گالش انگور، تیره گل، نسترن وحشی، قفقازی، رُز گردآلود، گز، علف بره، چمن آراراتی، چمن گندمی آسیای مرکزی، جاروی علفی بامی، علف قرمز، جو چمنزار، ملیکای بی زبانک، علف صورتی، چاودار هراتی، شبه یولاف شکننده، ریش سنبل، خشخاش طناز، شکرتیغال و شکرتیغال مشهدی، چون جاشیر، سریش و در جاهای مرطوب زبان طلا، پیرسنبل، قدومهٔ پرشاخه، جعفری فرنگی معطر، بادرنجبویهٔ دنایی، خاکشیر تلخ کوتوله، گل بی مرگ طلایی، پنجه برگ نقره گون، آزاد بری، پنجه برگ همدانی، دنایی، سنبلهٔ ارغوانی و مینای پرکپهٔ برگ نقره‌ای. دامنهٔ کوه دماوند در ارتفاع ۲٬۰۰۰ تا ۳٬۵۰۰ متری کاملاً پوشیده از شقایق است. این شقایق منحصربه‌فرد، در دنیا شناخته شده است و با نام شقایق لار و رینه در کتاب‌های معتبر گیاه‌شناسی جهان به ثبت رسیده. همچنین این منطقه از لحاظ مرتع و چراگاه بسیار غنی است؛ حتی در ارتفاعات بلند دماوند نیز (زیر چهار هزار متر) از این بابت فقر چندانی وجود ندارد.

### پوشش جانوری

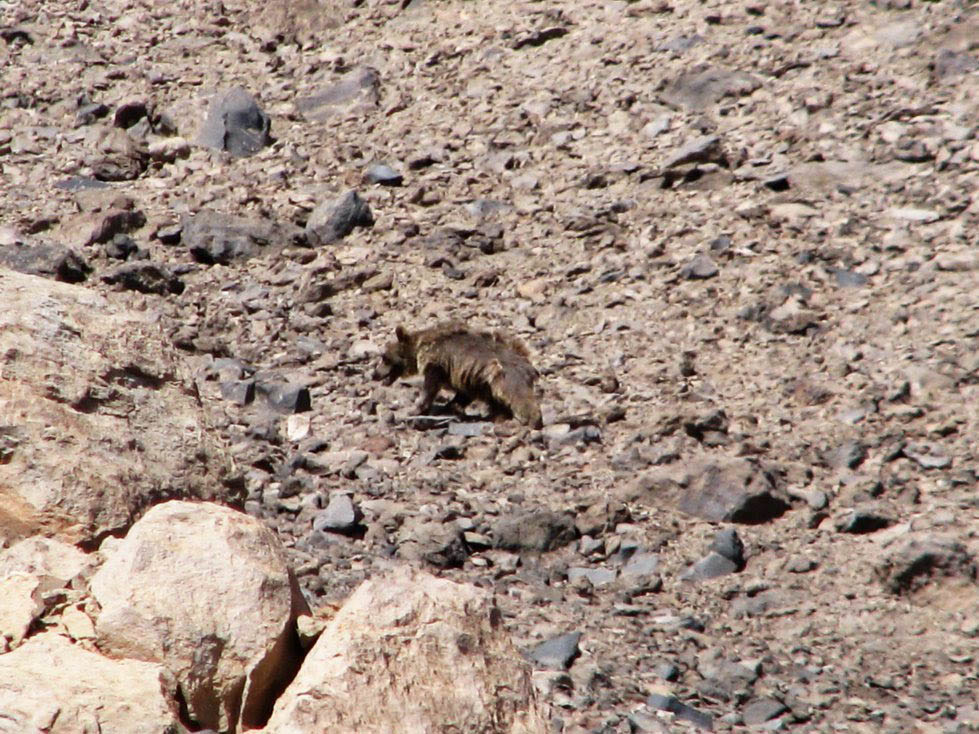
یک خرس قهوه‌ای در ارتفاع ۴۸۰۰ متری کوه دماوند در پارک ملی لار

این منطقه به دلیل موقعیت ویژهٔ آن که از شمال به جنگل و از جنوب به کوه‌های هم‌مرز کویر مشرف است، میزبان انواع مختلفی از جانوران است، از جمله:
جانوران شکارچی چهارپا
روباه، شغال، سگ و گرگ در پیرامون دماوند پراکنده‌اند. این جانوران تا ارتفاع ۴٬۰۰۰ متری کوه دماوند هم دیده می‌شوند. در این منطقه خرس هم وجود دارد، اما بیشتر در غرب و شمال دیده می‌شود و از ارتفاعات بلند دوری می‌کند.
جانوران گیاه‌خوار
کل‌وبز، قوچ‌ومیش، گراز، خرگوش. به جز گراز و خرگوش که در دشت‌های کوهپایه‌ای کوه دماوند زندگی می‌کنند، دیگر جانوران، فصل‌های گرم را در ارتفاعات سپری کرده و با سرد شدن هوا به مرور ارتفاع کم می‌کنند. این جانوران تا ۵٬۰۰۰ متری هم بالا می‌روند.
پرندگان
از پرندگان شکارچی، عقاب طلایی و جغد را می‌توان نام برد. دیگر پرندگان این منطقه تیهو، کبک، بلدرچین، سینه‌سیاه و طوطی دارکوب هستند.
دیگر جانوران
تقریباً ۵ نوع مار، انواع عقرب، بزمجه، خفاش و انواع خانوادهٔ موش‌ها و گورکن در این منطقه دیده می‌شوند. بیشتر گزنده‌های این محدوده سم مهلکی ندارند؛ به‌طوری‌که حتی نیش خطرناک‌ترین خزنده‌ها نیز تا چند ساعت پس از گزش قابل درمان است. در کوه دماوند، گزندگان در ارتفاعات بالاتر از ۴٬۰۰۰ متر، بسیار کم به چشم می‌خورند.
بر روی قلّهٔ دماوند، لاشهٔ یخ‌زدهٔ چند حیوان دیده می‌شود. این لاشه‌ها چندین سال است که در این مکان دیده می‌شوند و شامل حیواناتی مانند گوسفند و بز کوهی است. دلیل راه‌یابی این حیوانات به قلهٔ کوه دماوند و مرگ آن‌ها به خوبی مشخص نیست؛ شاید به دلیل وجود گوگرد، سرما، گرسنگی یا دلایل دیگری مرده باشند.

### آتشفشان

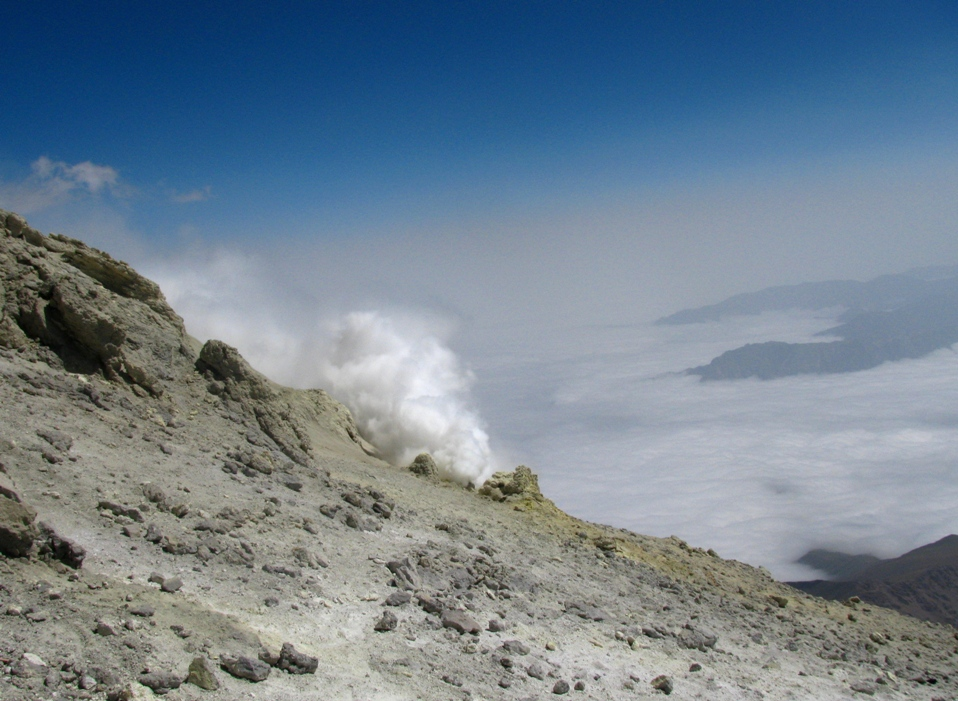
فوران گوگرد از نزدیک قلهٔ دماوند

بستر آتشفشانی کوه دماوند

دماوند، یک کوه آتشفشانی مطبّق و نیمه‌فعال است که عمدتاً در دوران چهارم زمین‌شناسی موسوم به دوران هولوسین تشکیل شده و نخستین فوران آن، نزدیک ۱٫۷۸ میلیون سال پیش، رخ داده است. با این وجود، بیشترین شمار فوران آن طی ۶۰۰ هزار الی ۲۸۰ هزار سال قبل رخ داده و عمر این کوه با استفاده از روش کربن ۱۴ دست‌کم ۳۸٬۵۰۰ سال برآورد شده است. وجود چندین چشمهٔ گوگردی و چشمه‌های آب گرم، از شواهد نیمه‌فعال بودن این آتشفشان است. بیشترین و عمده‌ترین فعالیت آتشفشانی این کوه نزدیک به ۱۰٬۰۰۰ سال پیش روی داده که سبب شکل‌گیری آن شده است.
قطر دهانهٔ این آتشفشان در حدود ۴۰۰ متر است که دریاچه‌ای از یخ آن را پوشانده و دودخان‌هایی در اطراف آن وجود دارد. همچنین نشانه‌هایی از وجود دهانه‌های قدیمی و کاسه‌های آتشفشانی در پهلوهای جنوبی و شمالی کوه ملاحظه می‌شوند که قطر کاسهٔ شمالی به ۹ کیلومتر می‌رسد.

## نام‌ها و ریشه‌شناسی

نمایی از قله دماوند از ارتفاعات ۳۳۰۰ متری برف انبار در استان قم- حوالی روستای فردو

نام دماوند به دو صورت مشهور دماوند و دنباوند (با زبر یا پیش دال) ضبط شده است.‏ حتی در بعضی مآخذ هر دو صورت نام آمده است. صورت دیگری که از نام این کوه ضبط شده، دباوند است. این کوه را با نام‌های کاملاً متفاوت بیکنی و جبل لاجورد نیز ثبت کرده‌اند. «نام دماوند در تورات آمده و صورت کهن آشوری آن «بیکن» است (ری باستان ۲/۶۴۲)»
در مورد دلیل نام‌گذاری دماوند در فرهنگ معین آمده است: «دم (دمه، بخار) + آوند = دماوند؛ دارای دمه و دود و بخار (آتشفشان)»
احمد کسروی دربارهٔ نام‌گذاری دماوند یا دنباوند نظر کاملاً متفاوتی دارد. وی با استدلال‌هایی نسبتاً پیچیده نام‌گذاری «نهاوند» و «دماوند» را مرتبط می‌داند و می‌نویسد «در زبانهای باستان «نها» به‌معنی پیش و «دُما» به ضم دال به‌معنی پشت و دنبال بوده،...» و در مورد «وند» می‌نویسد: « «وندن» در زبان‌های باستان ایران به‌معنای «نهادن» بوده[...] یکی از معناهای «نهادن» واقع شدن و ایستادن برجایی است.[...] و ناچار «وندن» نیز همان معنی را داشته و «وند» که گذشته آن است به‌معنی نهاد، برجایی ایستاد (واقع‌شد) می‌آمده است»
او در ادامه نتیجه می‌گیرد: پس «نهاوند» یعنی شهر یا آبادی یا قلعهٔ ایستاده در پیش‌رو و «دماوند» یعنی شهر یا آبادی یا قلعهٔ ایستاده در دنبال و پشت.
ناصرخسرو قبادیانی بلخی در اوایل سفرنامه خود در باب کوه دماوند آورده است: «میان ری و آمل کوه دماوند است مانند گنبدی که آن را لواسان گویند». لواسان در زبان پارسی میانه (پهلوی) به معنای تیغه کوهی است که محل طلوع خورشید می‌باشد.
ظهرالدین مرعشی از دماوند با عنوان دنیابند یاد کرده است.
قصیدهٔ دماوندیه ملک‌الشعرای بهار هم دربارهٔ این کوه مشهور است.

## در فرهنگ و افسانه‌ها

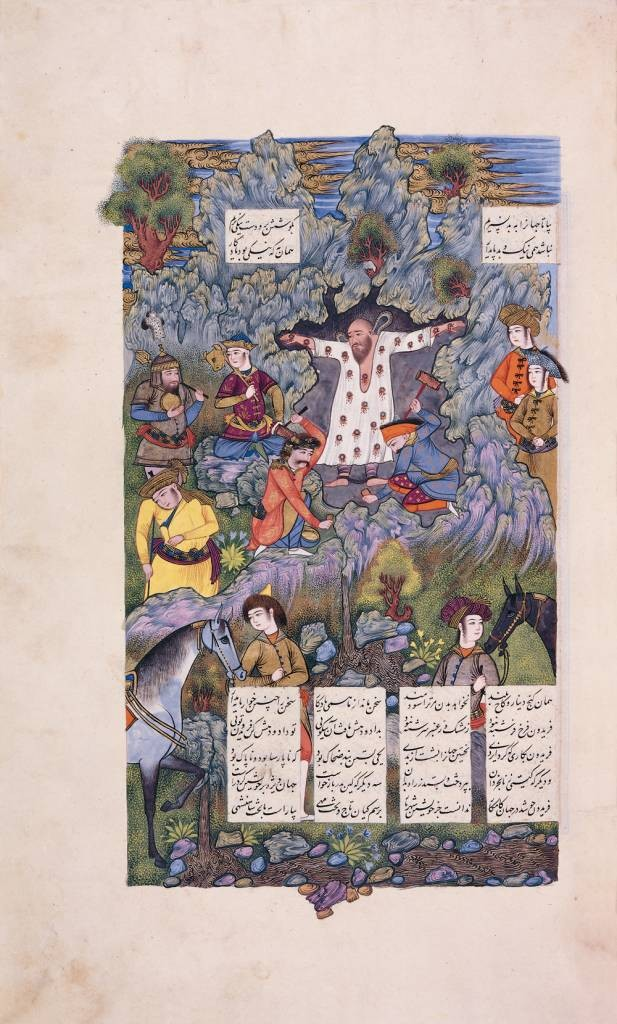
تصویر به بند کشیده شدن ضحاک به دست فریدون در شاهنامه بایسنقری

دماوند در اساطیر ایران جایگاه ویژه‌ای دارد. شهرت آن بیش از هر چیز در این است که فریدون از شخصیت‌های اساطیری ایران، ضحاک را در آنجا در غاری به بند کشیده است و ضحاک آنجا زندانی‌ست تا آخرالزمان که بند بگسلد و کشتن خلق آغاز کند و سرانجام به دست گرشاسپ کشته شود. هنوز هم بعضی از ساکنان نزدیک این کوه باور دارند که ضحاک در دماوند زندانی است و اعتقاد دارند که بعضی صداهایی که از کوه شنیده می‌شود، ناله‌های هموست.
در تاریخ بلعمی محل زیست کیومرث کوه دماوند دانسته شده است و گور فرزند وی هم آنجا دانسته شده است. با این تفصیل که چون فرزندش کشته شد خداوند چاهی بر سر کوه برآورد و کیومرث فرزند را در چاه فروهشت. بلعمی سپس از مغان نقل کند که کیومرث بر سر کوه آتش افروخت و آتش به چاه اندر افتاد و از آن روز تا امروز (روزگار بلعمی) ده پانزده بار پر زند و به هوا برشود و از مغان نقل می‌کند که این آتش دیو را از فرزند او دور دارد. به گفتهٔ تاریخ بلعمی جمشید به طبرستان به دماوند بود که سپاه ضحاک به وی رسید. بنا به روایتی نبرد لشکر فریدون به سپاهسالاری کاوه با ضحاک در حوالی دماوند بود. دماوند بار دیگر در گاه پادشاهی منوچهر مطرح می‌شود؛ آرش کمانگیر از فراز آن تیری انداخت تا مرز میان ایران و توران را تعیین کند.
کیخسرو پادشاه آرمانی، پس از واگذاری سلطنت به لهراسب به دماوند رفته و عروج می‌کند.
بعدها با پا گرفتن اساطیر سامی در ایران برخی شخصیت‌های این اساطیر هم با دماوند ارتباطاتی یافتند. از جمله «عوام معتقدند که سلیمان بن داوود، یکی از دیوان را که «صخر المارد» (سنگ سرکش) نام داشت در آنجا زندانی نمود. گویند، بر قلهٔ دماوند، زمین هموار است و از چاهی که بر فراز آن قرار دارد، روشنی بیرون آید.»

### ادبیات
در اشعار کهن ایرانی معمولاً نام دماوند در ارتباط با اسطورهٔ به بند کشیده شدن ضحاک ظاهر می‌شود. فردوسی در شاهنامه در ابیاتی که داستان به بند کشیده شدن ضحاک توسط فریدون را تصویر می‌کند، چنین سروده است:
| برآن گونه ضحاک را بسته سخت   |  | سوی شیرخوان برد بیدار بخت   |
| همی راند او را به کوه اندرون |  | همی خواست کارد سرش را نگون  |
| بیامد هم آنگه خجسته سروش     |  | به خوبی یکی راز گفتش به گوش |
| که این بسته را تا دماوند کوه |  | بِبَر همچنان تازیان بی‌گروه    |

اسدی طوسی در گرشاسپ‌نامه که به پیروی از شاهنامه سروده شده است به این اسطوره اشاره می‌کند. در اشعار و منظومه‌های شاعران دیگر از جمله قصیده‌ای از ناصرخسرو منظومهٔ ویس و رامین از فخرالدین اسعد گرگانی و قصیده‌ای از خاقانی تلمیح این اسطوره دیده می‌شود. همچنین گاه در عظمت به دماوند مثل زده‌اند.
قصیده دماوندیه اثر ملک الشعرای بهار تنها یکی از چندین شعری است که در مورد دماوند سروده شده است.
دماوندیه اول او در سال ۱۳۰۰ هجری شمسی با این مطلع آغاز گشت:
| ای کوه سپیدسر، درخشان شو |  | مانند وزو، شراره افشان شو |

قصیدهٔ «دماوندیه دوم» که در سال ۱۳۰۱ توسط همین شاعر سروده شد، از شعرهای معروفی است که دربارهٔ دماوند سروده شده است چنین است:
| ای دیو سپید پای در بند!  |  | ای گنبد گیتی! ای دماوند!  |
| از سیم به سر یکی کله‌خود  |  | زآهن به میان یکی کمربند   |
| تا چشم بشر نبیندت روی    |  | بنهفته به ابر، چهر دلبند  |
| تا وارهی از دم ستوران    |  | وین مردم نحس دیو مانند    |
| با شیر سپهر بسته پیمان   |  | با اختر سعد کرده پیوند    |
| چون گشت زمین ز جور گردون |  | سرد و سیه و خموش و آوند   |
| بنواخت ز خشم بر فلک مشت  |  | آن مشت تویی تو ای دماوند! |
| تو مشت درشت روزگاری      |  | از گردش قرنها پس افکند    |
| ای مشت زمین! بر آسمان شو |  | بر وی بنواز ضربتی چند     |
| نی نی، تو نه مشت روزگاری |  | ای کوه! نیم ز گفته خرسند  |
| تو قلب فسردهٔ زمینی       |  | از درد ورم نموده یک چند   |
| شو منفجر ای دل زمانه!    |  | وآن آتش خود نهفته مپسند   |
| خامش منشین، سخن همی گوی  |  | افسرده مباش، خوش همی خند  |
| ای مادر سر سپید! بشنو    |  | این پند سیاه بخت فرزند    |
| بگرای چو اژدهای گرزه     |  | بخروش چو شرزه شیر ارغند   |

## پیشینه و دماوند در تاریخ
آشوریان این کوه را کان سنگ لاجورد می‌انگاشتند. البته ایشان در خطا بودند و سنگ لاجورد از بدخشان می‌آمده است. در زمان تاخت و تاز آشوری‌ها به فلات ایران این کوه بخشی از حدود مادها شمرده می‌شده و در متن‌های آشوری هم بدان اشاره‌شده است. سارگون دوم در لشکرکشی خود سرزمین‌های تا کوه دماوند را خراج‌گزار خود نموده بود. در زمان اسرحدون نیز آشوری‌ها تا پای کوه دماوند لشکر کشیده‌بودند. اما به پیشروی ادامه ندادند چون دماوند و آن‌سوترش کویر لوت را پایان دنیا می‌پنداشتند.
دیاکونوف سنت گذاردن پیکر مردگان در کوه‌ها را آیین مغانی می‌انگارد که در دامنه دماوند می‌زیسته‌اند و آیین خود را به دیگر جاهای ایران پراکندند. در دامنهٔ دماوند تعداد زیادی گور پیش از تاریخ وجود دارد.

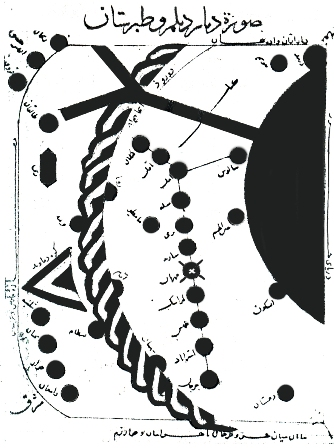
نقشه طبرستان و دیلمان کشیده شده توسط اصطخری که در آن با مثلث بزرگی کوه دماوند نشان داده شده است. نزدیک‌ترین شهر به این مثلث در نقشه شلنبه می‌باشد.

بهاءالدین محمد بن حسن بن اسفندیار کاتب در کتاب تاریخ طبرستان که در حدود ۶۱۳ قمری تألیف شده آورده است: عجایب طبرستان یکی کوه دماوند است که علی ابن ربن الکاتب در کتاب فردوس الحکمه آورده است که از دیه اسک تا قله به دو روز شوند و او همچون گنبدی مخروط است و بر همه جوانب او ابداً برف باشد الا بر سر او، مساحت سی گری زمین هیچ جا برف نایستد بزمستان و تابستان و آنجا ریگ بود چنان‌که چون پای بر وی نهی فرو شود و چون بر سر کوه ایستی بر آن ریگ همه کوه‌ها چون پشته نماید و دریای خزر در مقابل او راست است، سی سوراخ در سر این کوه باشد که دود کبریت از آن بیرون آید و آوازهای عظیم با سهم از این سوراخ‌ها شنوند از لهیب آتش که حقیقت شود که در جوف و میان کوه آتش است و هیچ حیوان قرار نتوان گرفت از سختی باد که جهد و می‌گویند کبریت اصحاب کیمیا می‌شاید یافت و در عهد قابوس شمس المعالی یزدادی آورده است که جوانی بود پسر امیر کا خواندندی، آنجا کبریت احمر به‌دست‌آورد و زر می‌کرد تا پادشاه را معلوم شد و بگریخت و در اخبار اصحاب احادیث چنان است که صخر جنی صاحب انگشتری سلیمان النبی صلوات الله علیه چون او را سلیمان بگرفت آنجا محبوس کرد و از حق تعالی عز اسمه درخواست که تا بقیامت او را آنجا عذاب فرماید.
در سده هشتم میلادی در پای کوه دماوند دژی بوده است که موبدی زرتشتی به نام مَس‌مُغان و پیروانش در آن می‌زیسته‌اند و این دژ به فرمان المهدی خلیفه عباسی ویران گشته و مس‌مغان نیز کشته شد. مس‌مغان (به عربی کبیرالمجوس) لقب بزرگان خاندان قارن بوده که تبار پارتی داشته و دارای سرزمین‌هایی در پای دماوند بوده‌اند.
غازان خان ایلخان مغول در ۴ شعبان ۶۹۴ (قمری) در لارِ دماوند به دست شیخ صدرالدین غسل کرد و مسلمان شد.
«در حدود العالم آمده که ویمه و شلنبه دو شهرست از حدود کوه دنباوند و اندر وی تابستان و زمستان سخت سرد بود و ازین کوه آهن افتد. (حدود العالم. ص ۱۴۷)»
در دوران سلطنت دودمان پهلوی، نقش کوه دماوند و خورشید در حال تابش از پشت آن، بخشی از نشان رسمی ایران را تشکیل می‌داد.

## اثر و نماد ملی

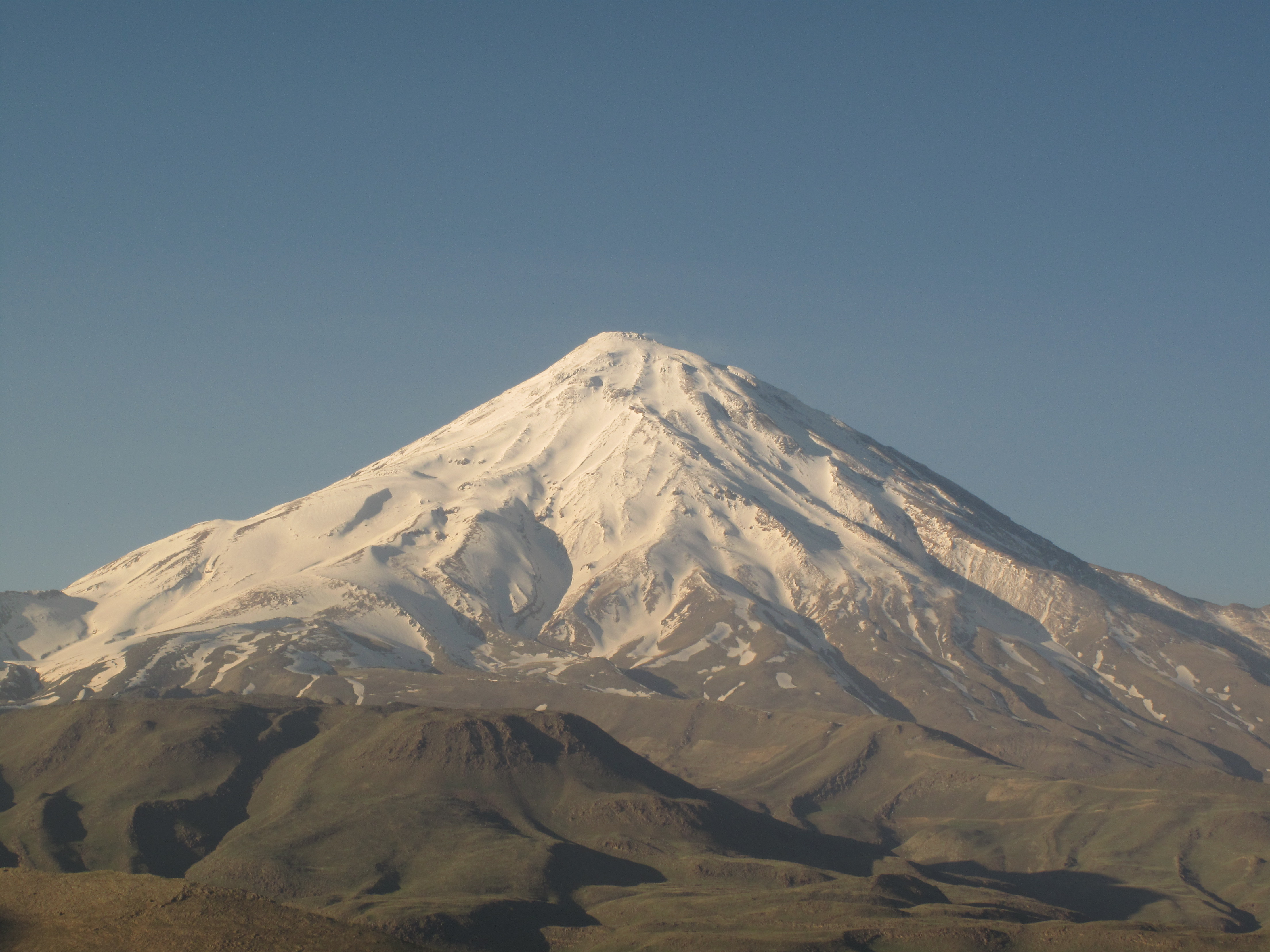
تصویری از کوه دماوند در پاییز

قلهٔ دماوند در فرهنگ کشور ایران مظهر پایداری و استواری و یک نماد ملّی است و همچنین مضمون اشعار بسیاری از شاعران قرار گرفته از جمله آنها شعر دماوندیه ملک الشعرای بهار است که تاکنون در قالب اثری ملّی به ثبت رسیده و به روش‌های گوناگون از آن به عنوان نمادی ملّی یاد می‌شود.

### ثبت قلهٔ دماوند به عنوان اثر طبیعی ملی
اثر طبیعی ملی قله دماوند با مساحتی بالغ بر ۲۹۵۰ هکتار در سال ۱۳۸۱ طی مصوبه شماره ۲۲۱ مورخ ۲۱ خرداد ۱۳۸۱ شورایعالی محیط زیست به مجموعه مناطق تحت مدیریت سازمان حفاظت محیط زیست پیوسته است. این اثر با ۳۹۷۶۱۱۳ تا ۳۹۸۲۱۵۰ عرض جغرافیایی و ۵۹۶۷۶۲ تا ۶۰۳۵۹۷ طول جغرافیایی در شمال ایران و در استان مازندران واقع گردیده است. از گونه‌های مهم گیاهی آن می‌توان از بومادران، پیر گیاه دماوندی، اسپرس کوهی و گون نام برد. استفاده بیش از حد از ظرفیت قابل تحمل محیط و همچنین بهره‌برداری پوکه معدنی در اطراف این اثر طبیعی ملی، از مهم‌ترین عوامل تهدیدکننده در تخریب آن به‌شمار می‌آید.

### میراث طبیعی ایران
کوه دماوند در تاریخ سی‌ام تیرماه سال ۱۳۸۷ به عنوان نخستین اثر طبیعی ایران در قالب میراث طبیعی ایران در فهرست آثار ملّی ایران ثبت شد.

#### ادعای ثبت در میراث جهانی
در فروردین ۱۳۸۷، خبرگزاری‌های ایران اخباری را در رابطه با ثبت کوه دماوند در فهرست آثار میراث جهانی یونسکو منتشر کردند. این خبرها از سوی خبرگزاری‌های گوناگونی مانند خبرگزاری فارس منتشر شد که در آن، کوه دماوند را به عنوان نخستین اثر طبیعی ایران که در فهرست میراث طبیعی جهانی یونسکو به ثبت رسیده معرفی می‌کردند. اما فریبرز دولت‌آبادی، معاون سازمان میراث فرهنگی در گفتگو با خبرگزاری میراث فرهنگی این ادعا را رد و آن را سوءتفاهم دانست. وی ابراز کرد: «متأسفانه برداشت اشتباهی از موضوع ثبت دماوند صورت گرفته و این خبر اشتباه است.»

### روز ملی
روز ملی دماوند هم‌زمان با تیرگان در مازندران با نام تیرماه سیزده شو در شب سیزدهم تیر ماه برگزار می‌شود.
انجمن دوست داران دماوند کوه، هر ساله این جشن را در روز سیزدهم تیر در دامنه‌های قله دماوند در «شهر رینه لاریجان شهرستان آمل» برگزار می‌کنند. این جشن به ثبت ملی نیز رسیده است.
مراسم برف‌چال نیز یکی دیگر از مراسمی است که در اواسط ماه اردیبهشت در شهرستان آمل، در مرتع اَسک وش بین رینه و پلور انجام می‌شود. هر سال در فصل بهار برف‌های باقی‌مانده از زمستان در دامنهٔ کوه دماوند جمع‌آوری می‌شود و در گودالی ریخته می‌شود. این کار، یک دوراندیشی و پیش‌بینی است تا آب کافی برای تابستان ذخیره شود. پس از پایان مراسم، جشن و خوردن غذاست که فقط مردها حق شرکت در آن را دارند. زن‌ها در روستای اسک می‌مانند و مراسم و جشن مربوط به خود را برگزار می‌کنند.

### موسیقی ملی
موسیقی ملی کوه دماوند در روز جشن تیرگان در سال ۱۳۹۱ با صدای سالار عقیلی در بین ۹ هزار نفر رونمایی شد.

### تصویر روی اسکناس
در طول یکصد سال گذشته، تصویر کوه دماوند بارها بر رو یا پشت اسکناس‌های رسمی منتشره ایران به چاپ رسیده است:
| تصویر | تصویر | ارزش    | دوره چاپ            | سال چاپ                                       |
| رو    | پشت   | ارزش    | دوره چاپ            | سال چاپ                                       |
| ----- | ----- | ------- | ------------------- | --------------------------------------------- |
|       |       | ۱۰۰۰    | پهلوی اول           | ۱۳۱۷ سری ششم رضا شاه                          |
|       |       | ۱۰۰۰    | پهلوی دوم           | ۱۳۲۵ سری دوم بانک ملی ایران                   |
|       |       | ۱۰٬۰۰۰  | جمهوری اسلامی ایران | ۱۳۷۱ سری روح‌الله خمینی                        |
|       |       | ۵۰۰٬۰۰۰ | جمهوری اسلامی ایران | ۱۳۹۷ ایران چک سری میان نسلی با چهار صفر کمرنگ |

## کوهنوردی

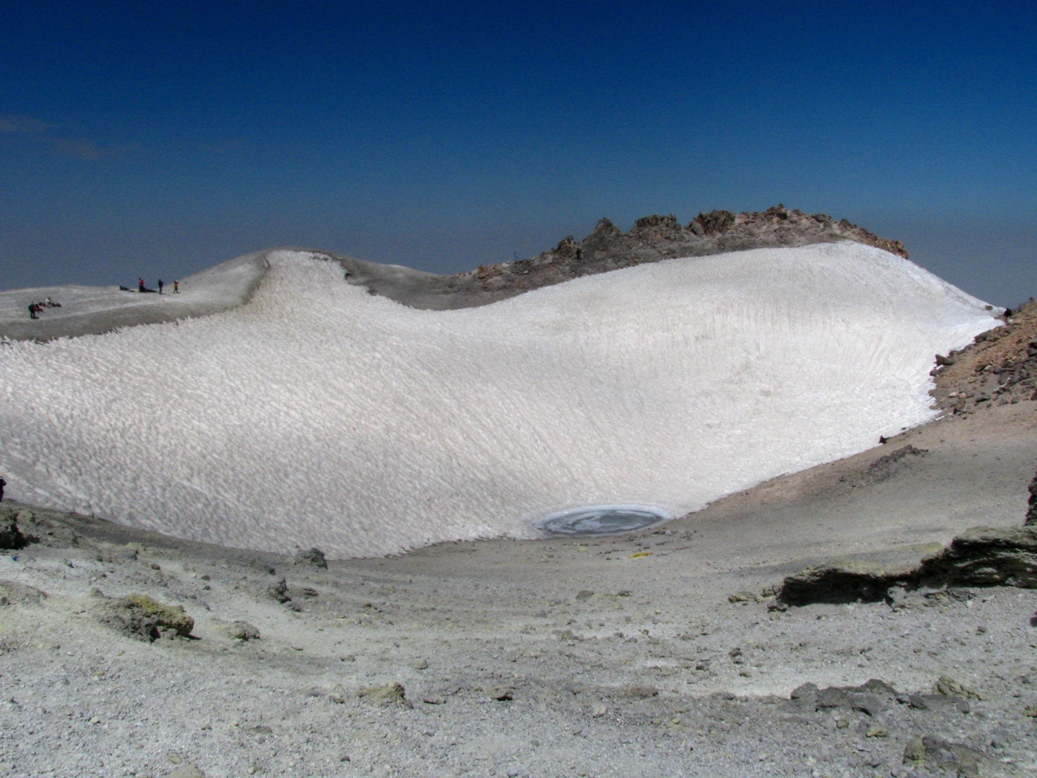
تصویری از دهانهٔ آتشفشان، مرداد ۱۳۸۸

نخستین کسی که ادعای صعود به دماوند را کرده است ابودلف خزرجی است که در سال ۲۹۲ ه (۹۰۵م) در سفرنامه خود به صعودش اشاره کرده و شرحی از قله دماوند ارائه داده است. پس از وی قزوینی، مسعودی، ابن فقیه و نیز ناصر خسرو نیز اشاراتی به صعود دماوند داشته‌اند.
در زمان‌های قدیم عدّه‌ای خود را به قلهٔ دماوند رسانیده بودند. ناصر خسرو در سفرنامه‌اش نوشته است که گویند بر سر دماوند چاهی است که نوشادر و کبریت (گوگرد) از آن گیرند. صاحب آثار البلاد و اخبار العباد با نقل قولی دست دوم می‌گوید که عدّه‌ای از اهالی آن نواحی می‌گفته‌اند که در طی پنج روز و پنج شب به قلهٔ دماوند رسیده‌اند و قلهٔ آن را مسطح با مساحت صد جریب یافته‌اند گرچه از دور به مخروط می‌ماند.
اما نخستین صعود اروپاییان به قله دماوند را می‌توان به توماس هربرت انگلیسی در سال ۱۰۰۶ش (۱۶۲۷م) از جبهه جنوبی نسبت داد.
پس از وی صعود موفقیت‌آمیز به قلهٔ دماوند در سال ۱۸۳۷ توسط ویلیام تیلر تامسن صورت گرفته است.
همچنین نخستین صعود مستند ایرانی به این قله، به سال ۱۸۵۷ بازمی‌گردد که تیم سرهنگ محمدصادق‌خان قاجار ارتفاع آن را ۶۶۱۳ ذرع تعیین نمود. ظاهراً نخستین کسی که ارتفاع دماوند را با وسایل علمی سنجیده ویلیام تیلر تامسن بوده است. او با وسایل خود ارتفاع دماوند را ۱۹٫۴۰۰پا اندازه‌گیری کرد، در سال ۱۸۵۸م. برادر او به نام رونالد فرگوسن تامسن با وسایل خود ارتفاع دماوند را ۲۰٫۱۹۰۰ پا سنجید، و در سال ۱۸۶۱م هیئتی متشکل از فن مینوتلی سفیر پروس در تهران، و همچنین هاینریش بروگش سفیر بعدی پروس در تهران به دماوند صعود کردند، و طبق محاسبات خود ارتفاع قله را ۲۰٫۰۰۰ پا تعیین کردند. بروگش در کتاب خاطرات خود از یک تیم سنجش روسی نیز نام می‌برد که به سرپرستی کاپیتن ایواچینوف، از دو نقطه در دریای خزر ارتفاع دماوند را مورد سنجش قرار داده‌اند. در جزیرهٔ آشوراده ۱۷٫۴۰۶پا و در دهانهٔ رود تجن، ارتفاع قله را ۱۷٫۴۰۴پا محاسبه کردند.

### مسیرهای اصلی صعود
برای رسیدن به قله دماوند، راه‌های مختلفی وجود دارند که شناخته‌شده‌ترین آن‌ها این جبهه‌ها هستند:
- جبههٔ شمالی؛ مسیر صعود این جبهه از میان دو یخچال سیوله (سمت راست) و دوبی سل (سمت چپ) صورت می‌گیرد. مسیر شمالی از سنگ بزرگ واقع در جنوب غربی روستای ناندل شروع می‌شود. این مسیر دو جان‌پناه در ارتفاع‌های ۴۰۰۰ متر (معروف به جان‌پناه ۴۰۰۰) و ۴۷۰۰ متر (معروف به جان‌پناه ۵۰۰۰) دارد. ابتدای مسیر دشت ناندل است و مسیر قبل و بعد از جان‌پناه ۵۰۰۰ با دست به سنگ همراه است. این مسیر به غیر از گوسفندسرای ابتدایی، آب آشامیدنی ندارد و در قسمت‌های پایانی شیب زیادی دارد که منجر به سنگینی کوله و سختی صعود است.[۷۹]
- جبههٔ شمال شرقی؛ مسیر شمال شرقی به نسبت مسیرهای دیگر طولانی‌تر است. این مسیر از روستای حاجی دلا در شمال قله آغاز می‌شود و پس از عبور از گوسفند سرا و دشت چمن به جان‌پناه تخت فریدون می‌رسد و پس از جان‌پناه تخت فریدون با تراورس یخچال عروسکا در انتهای مسیر با یال شمالی یکی می‌شود و به قله می‌انجامد. برگشت از مسیر شمال شرقی معمولاً به علت وجود شن اسکی بزرگ از سمت روستای گزنه و منطقه استله سر انجام می‌گیرد.[۷۹]
- جبههٔ غربی؛ مسیر غربی از پارکینگ در ارتفاع حدود ۳۴۰۰ متر آغاز می‌شود و پس از حدود ۳ ساعت کوهپیمایی به پناهگاه سیمرغ می‌رسد و با ادامه مسیر بر روی یال غربی به قله منتهی می‌شود. در پناهگاه سیمرغ آب وجود دارد و شیب انتهای مسیر غربی به نسبت زیاد است.[۷۹]
- جبههٔ جنوبی؛ از سمت جنوب شرقی کوه. پلور، رینه، گوسفندسرا و بارگاه سوم در این مسیر قرار می‌گیرند. رایج‌ترین و پرترددترین مسیر صعود به دماوند مسیر جنوبی است. کوهپیمایی این مسیر از مکانی موسوم به دوراهی آغاز می‌شود که در آن راه خاکی به سمت مسجد، از مسیر آسفالت وصل‌کنندهٔ پلور و رینه جدا می‌شود. پس از عبور از مسجد و گوسفندسرا به بارگاه سوم می‌رسد و پس از آن با صعود از یال مستقیم جنوبی و عبور از کنار آبشار یخی به تپه گوگردی و در نهایت قله می‌انجامد. پاکوب‌های این مسیر به علت تردد بالا بسیار واضح و همچنین درگیری با سنگ در این مسیر وجود ندارد.[۷۹]

آسان‌ترین این مسیرها جبهه جنوبی و سخت‌ترین آن‌ها جبهه شمالی است. سه جبهه شمالی، جنوبی و شمال شرقی در نزدیکی روستاها قرار گرفته‌اند و همچنین همگی دارای جان‌پناه در میان راه هستند.
در مسیر جنوبی، آبشاری وجود دارد که همهٔ سال یخ‌زده است و تنها در تابستان‌های بسیار گرم، جاری می‌شود که به همین دلیل به آن آبشار یخی گفته می‌شود. این آبشار با قرار داشتن در ارتفاع ۵۱۰۰ متری، از نظر ارتفاع از سطح دریا مرتفع‌ترین آبشار خاورمیانه است.

### پناهگاه‌ها
تاکنون ۷ جان‌پناه و پناهگاه در مسیرهای اصلی صعود به دماوند ساخته شده است که عبارتند از:
- مسجد صاحب الزمان که در سال ۱۳۷۱ و در ارتفاع ۳۰۰۰ متری یال جنوبی ساخته شده است.
- جان‌پناه بارگاه سوم (قدیم) که در سال ۱۳۴۶ و در ارتفاع ۴۲۰۰ جبهه جنوبی ساخته شده است. این پناهگاه به علت سقوط بهمن در زمستان سال ۱۳۵۱ از بین رفت و پس از یک سال، بنای سنگی جایگزین آن شد. در پیرامون آن مکان‌هایی برای چادر زدن آماده شده است.
- پناهگاه بارگاه سوم (جدید) که در سال ۱۳۸۷ و حدود ۵۰ متر بالای جان‌پناه قدیم (بارگاه سوم) در یال جنوبی ساخته شده است. این پناهگاه شامل اتاق‌های کمک‌های اولیه، انبار کوله، انبار عمومی، غذاخوری، آشپزخانه، ظرفشویی کوهنوردان، اتاق مدیریت، اتاق خواب عمومی، اتاق خواب اختصاصی و سرویس بهداشتی عمومی است.
- پناهگاه سیمرغ که در سال ۱۳۷۴ و در ارتفاع ۴۲۰۰ متری جبهه غربی ساخته شده است.
- جان‌پناه تخت فریدون که در سال ۱۳۵۵ و در ارتفاع تقریبی ۴۴۰۰ متری از یال شمال شرقی ساخته شده است.
- جان‌پناه فلزی ۴۰۰۰ که در سال ۱۳۶۰ و در ارتفاع ۴۰۰۰ متری یال شمالی ساخته شده است.
- جان‌پناه فلزی ۵۰۰۰ که در ارتفاع ۴۶۳۰ متری یال شمالی ساخته شده است ولی معروف به جان‌پناه ۵۰۰۰ است.

به علاوه قرارگاه‌های کوهنوردی پلور در جبهه غربی و رینه در جبهه جنوبی تسهیلاتی مانند وسیله رفت‌وآمد تا پای صعود، امکان شب‌مانی و راهنمای کوهنوردی ارائه می‌دهند.

## آسیب‌ها
عکسی سراسرنما از قلّهٔ دماوند (عکس از درون یک هواپیما گرفته شده است)
مهم‌ترین عوامل آسیب به دماوند عبارتند از:
- معدن‌کاوی
- جاده‌کشی
- چرای بیش از حد دام
- زباله

مشکلات دیگری که کوه دماوند و محدودهٔ پیرامون آن را تهدید می‌کنند عبارت‌اند از:
ساخت‌وساز بی‌ضابطه، تصرف منابع طبیعی برای استفادهٔ غیرقانونی و شخصی، افزایش جمعیت انسانی و خودروها، حضور بیش از اندازهٔ گردشگران بدون آن‌که آموزش‌های لازم در رابطه با طبیعت‌گردی و حفظ محیط زیست به آن‌ها داده شده باشد، نوشتن یادگاری در طول مسیر (به‌ویژه بر فراز قلهٔ دماوند)، نصب تابلوهای یادبود و پرچم‌های گروه‌ها و یادگاری‌های کشته‌شدگان، کمبود اقامتگاه و تبلیغات نامناسب.

## شایعه وقف شدن
در تابستان ۱۳۹۹، گزارش‌هایی از وقف‌شدن بخش‌هایی از کوه دماوند منتشر شد. بر اساس گزارشی از رادیو زمانه، نخست رئیس وقت اداره ممیزی و حدنگاری زمین‌های اداره کل منابع طبیعی مازندران، از سپردن مالکیت یک‌یازدهم کوه دماوند به سازمان اوقاف جمهوری اسلامی خبر داد. بر اساس آن خبر، بخش وقف شده، از قله تا دامنه را شامل می‌شود و با سندی وقفی و بدون درنظرگرفتن دیدگاه سازمان جنگل‌ها و مراتع ایران، به سازمان اوقاف انتقال داده شده است. این وقف، بر اساس این گزارش، غیرقانونی عنوان شد. پس از بازتاب گسترده موضوع «وقف» بخشی از کوه دماوند در میان مردم ایران، گزارش‌های متناقضی از بازگشتن مالکیت این بخش‌ها به دولت ایران، بیرون آمد. اما پس از این نیز، گزارشی منتشر شد که تنها ۱۰٪ از مالکیت، دوباره به دولت برگشته است و باقی آن، هنوز در وقف است. پس از این، مدیرکل اسناد سازمان اوقاف و امور خیریه اعلام داشت: «منطقه‌ای که سند مالکیتش برای اوقاف صادر شده قله دماوند نیست، بلکه قریه ملار است». رئیس‌جمهور وقت جمهوری اسلامی ایران، گزارش‌ها دربارهٔ وقف دماوند را «راهکار دشمن» و «شایعه» دانست.

## نگارخانه

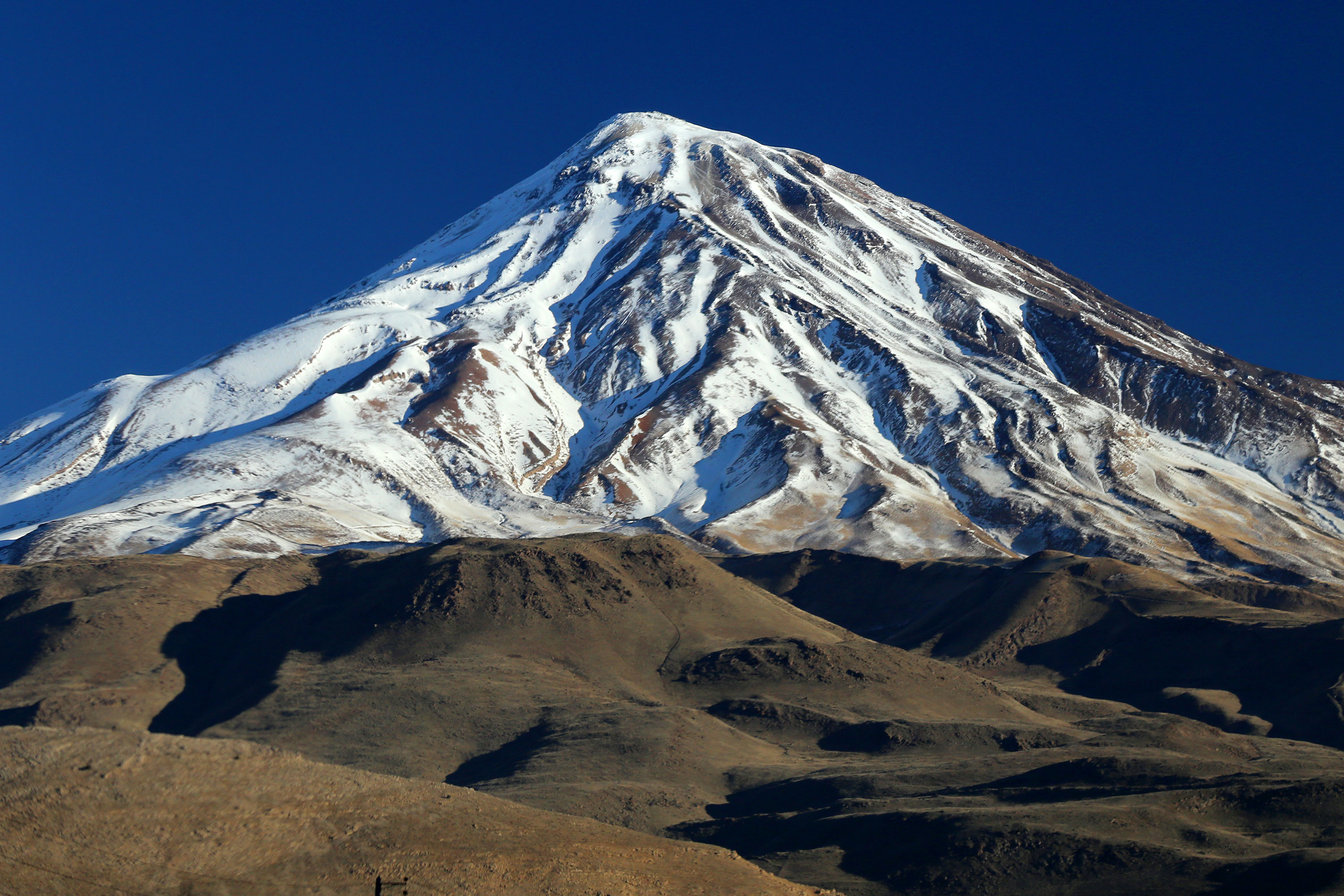
دماوند از پلور
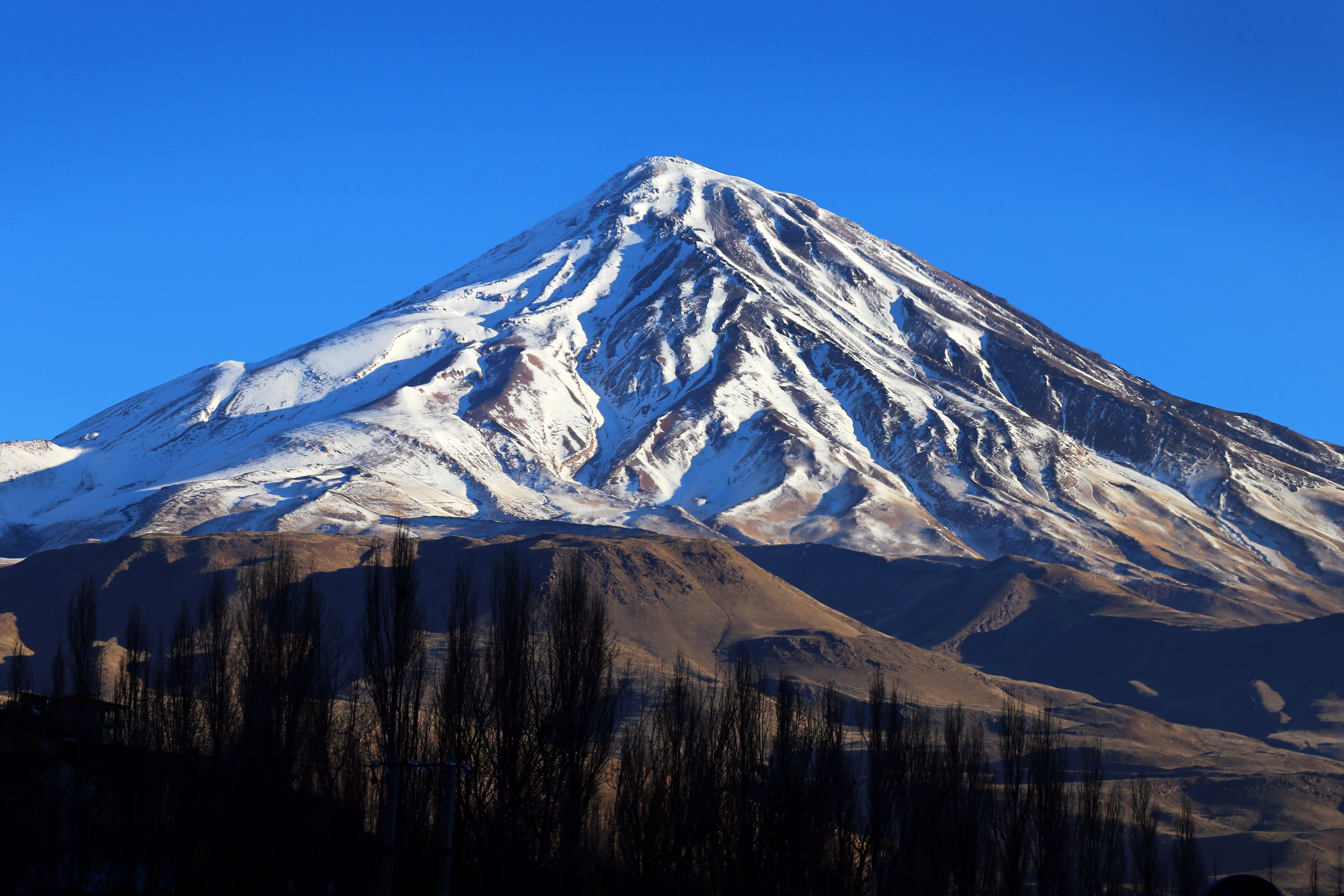
دماوند از پلور
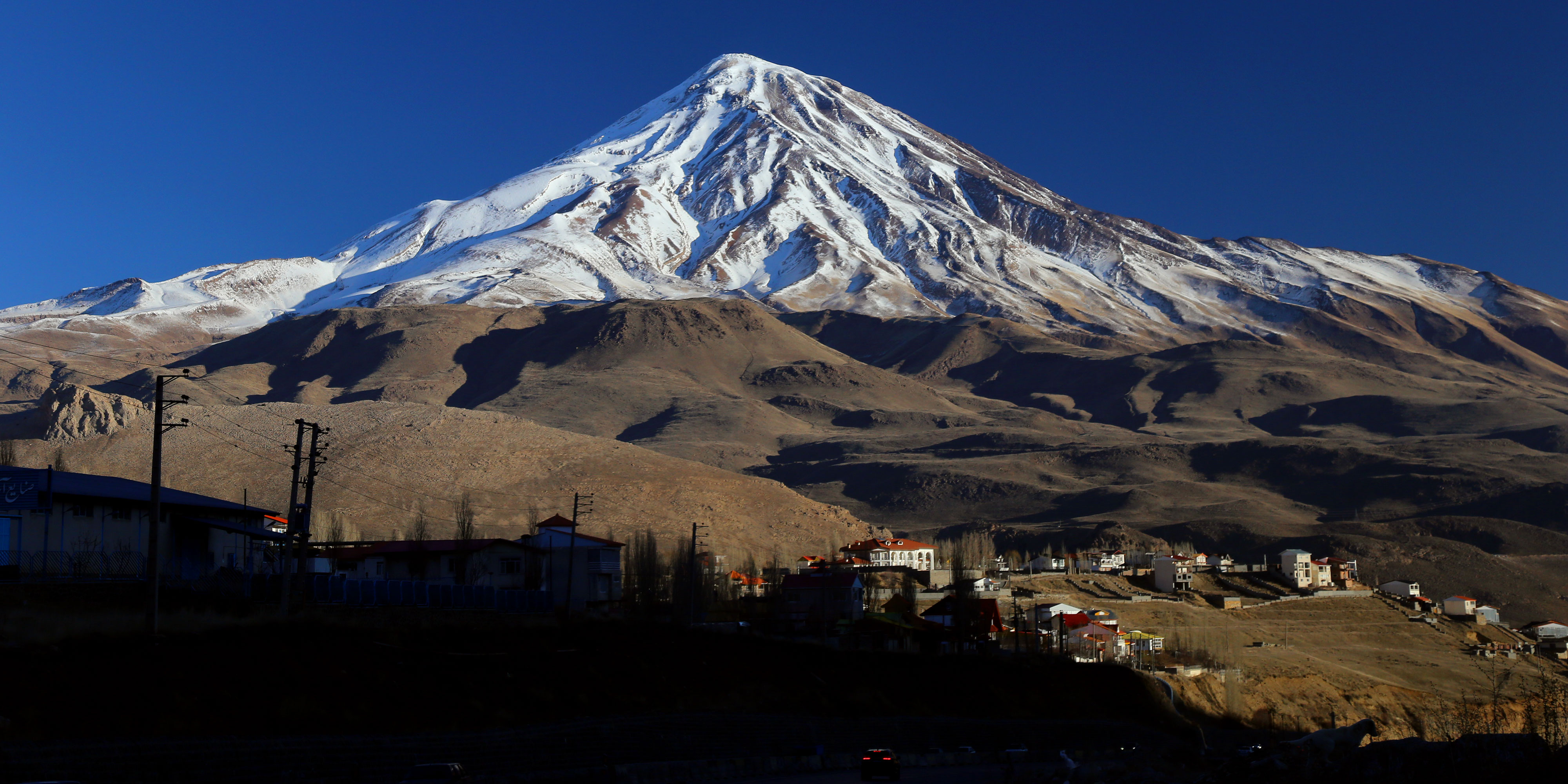
دماوند از پلور
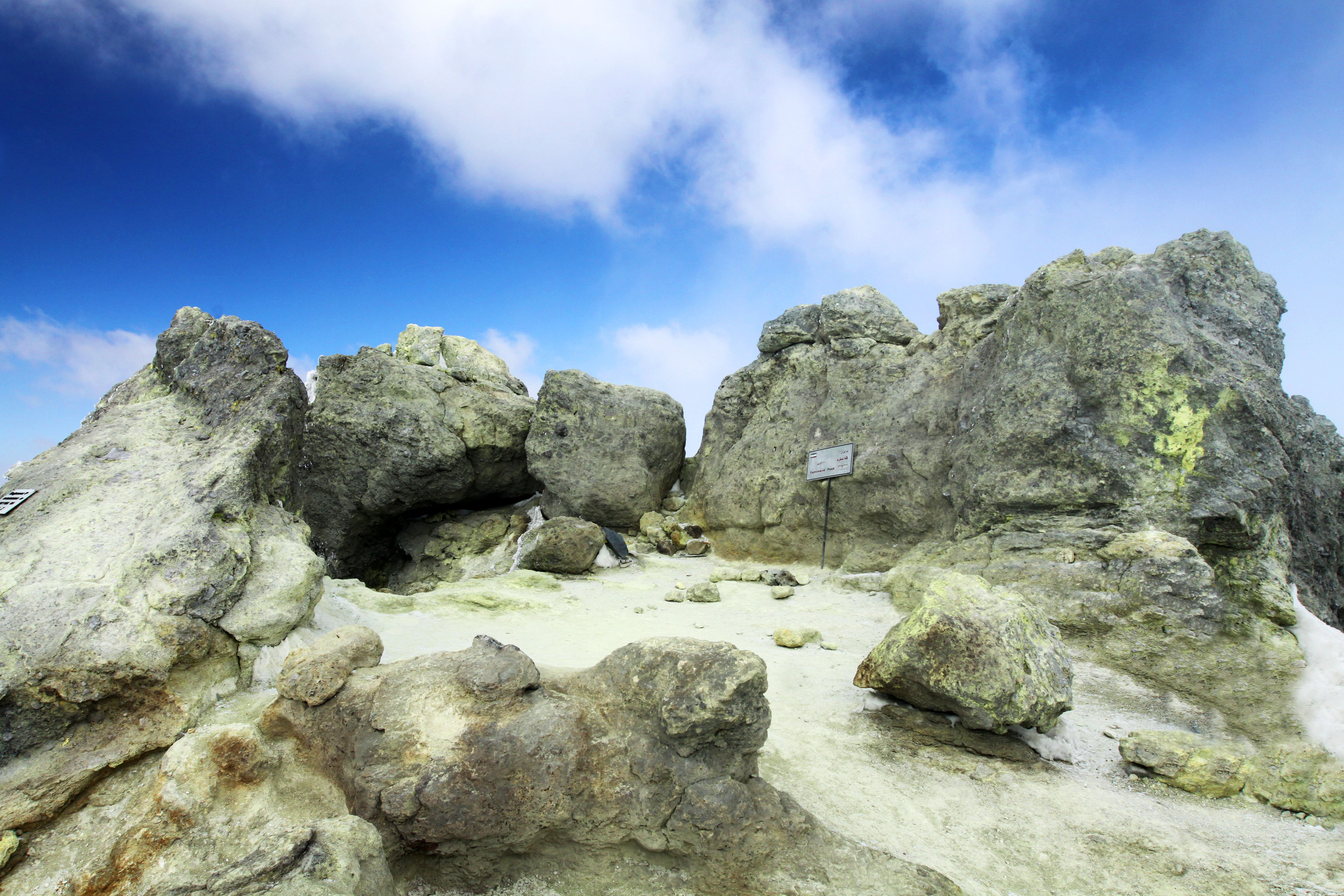
قله دماوند
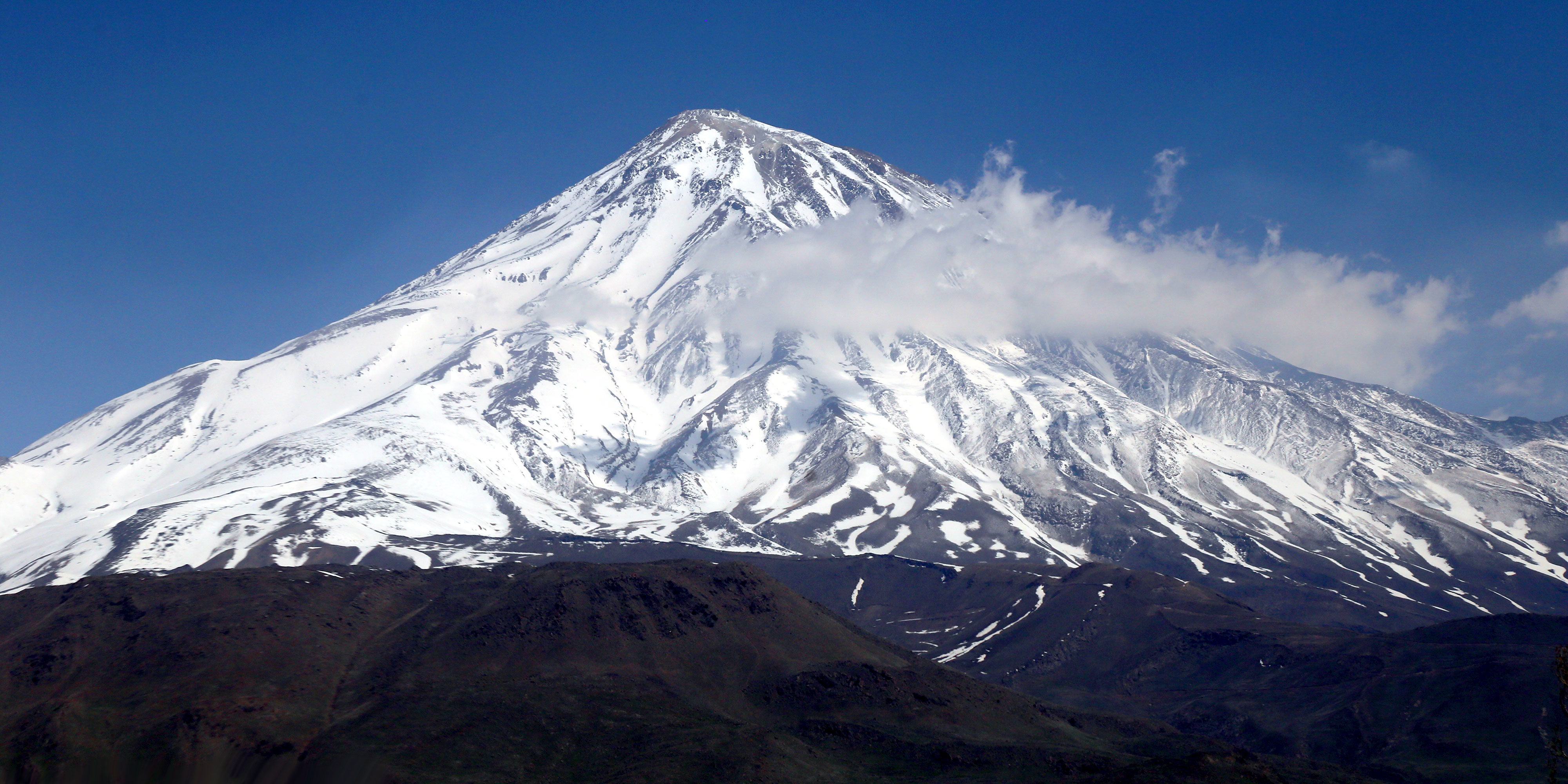
کوه دماوند
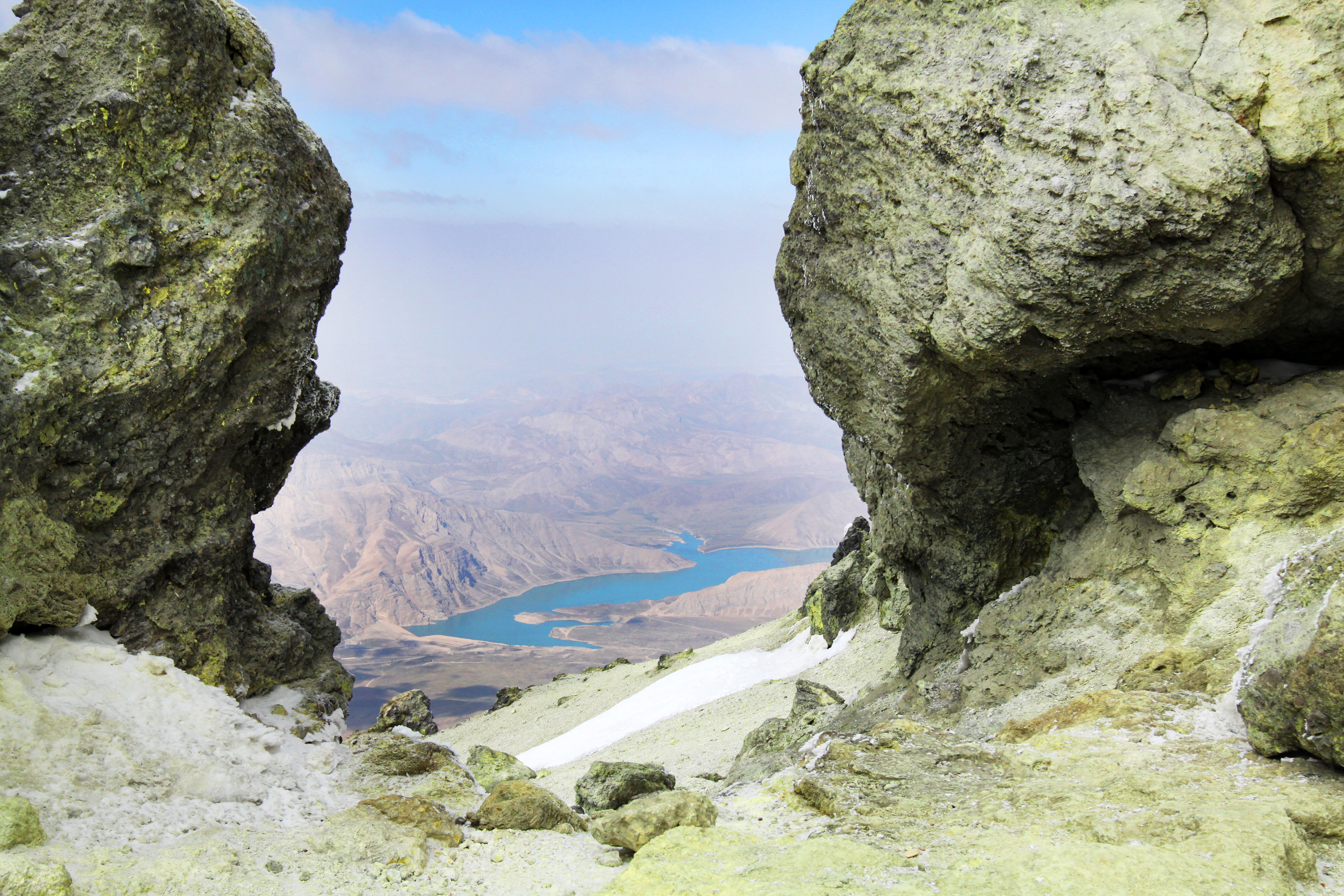
دریاچه لار از قله دماوند
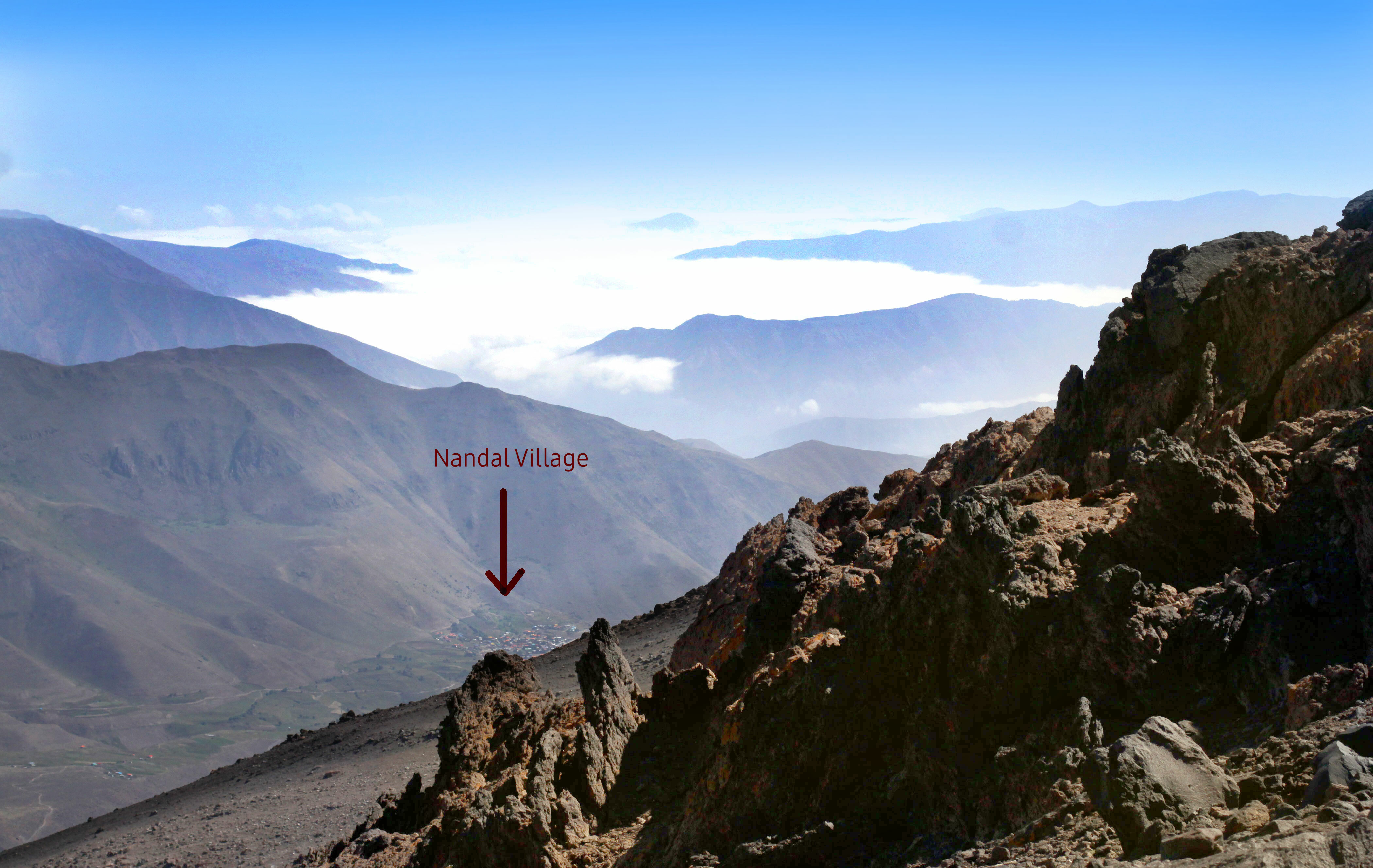
یال داغ، جبهه شمال غربی دماوند
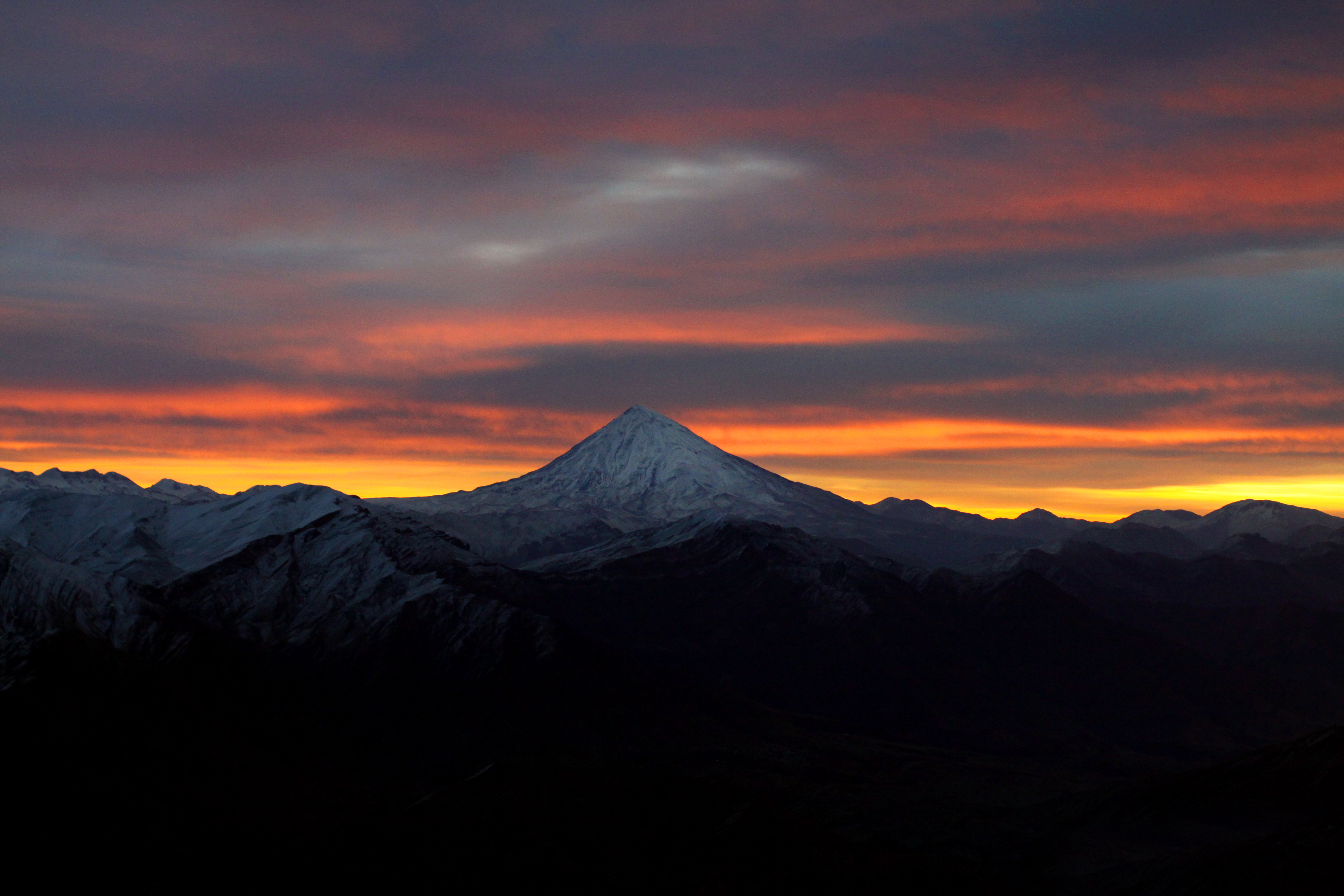
دماوند از قله توچال
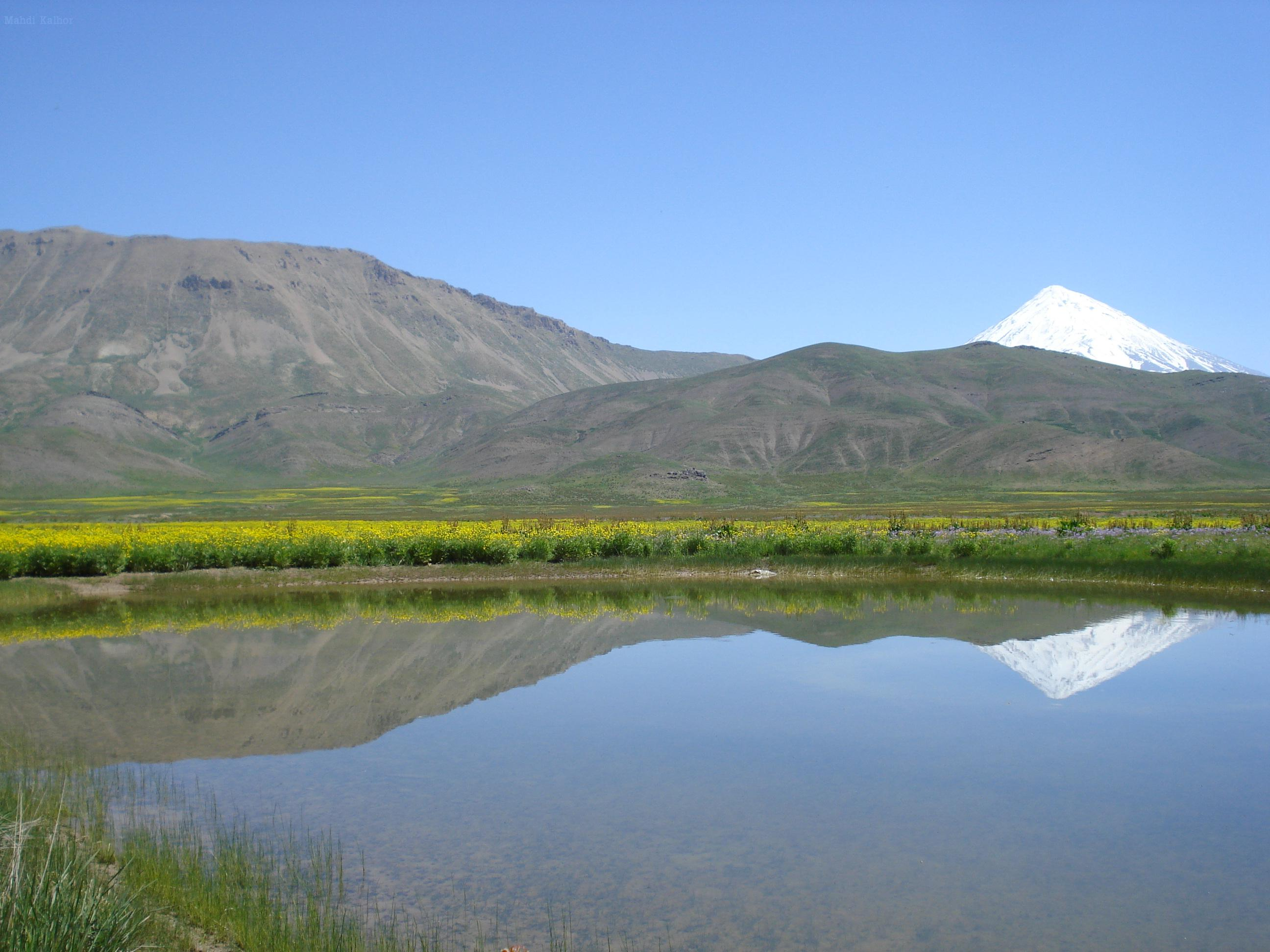
منظره قله دماوند از دشت لار